# Geschichte Bulgariens
Die Geschichte Bulgariens umfasst die Entwicklungen auf dem Gebiet der Republik Bulgarien sowie historischer bulgarischer Reiche und Siedlungsgebiete von der Urgeschichte bis zur Gegenwart.
Auf dem Gebiet des heutigen Bulgariens befinden sich die bislang frühesten Belege für die Anwesenheit des Menschen (Homo sapiens) in Europa und mit der neolithischen Karanowo-Kultur, die bis ins Jahr 6500 v. Chr. zurückreicht, eine der frühesten Siedlungen des Kontinents. Im 6. bis 3. Jahrhundert v. Chr. geriet die Region ins Spannungsfeld der Thraker, Perser, Kelten und Griechen. Stabilität kam, als es dem Römischen Reich im Jahr 45 n. Chr. gelang, die Region zu erobern. Mit dem Niedergang und der Aufteilung des Reiches begannen in der Region erneut Invasionen unterschiedlicher Gruppen.

## Vor der Staatsgründung

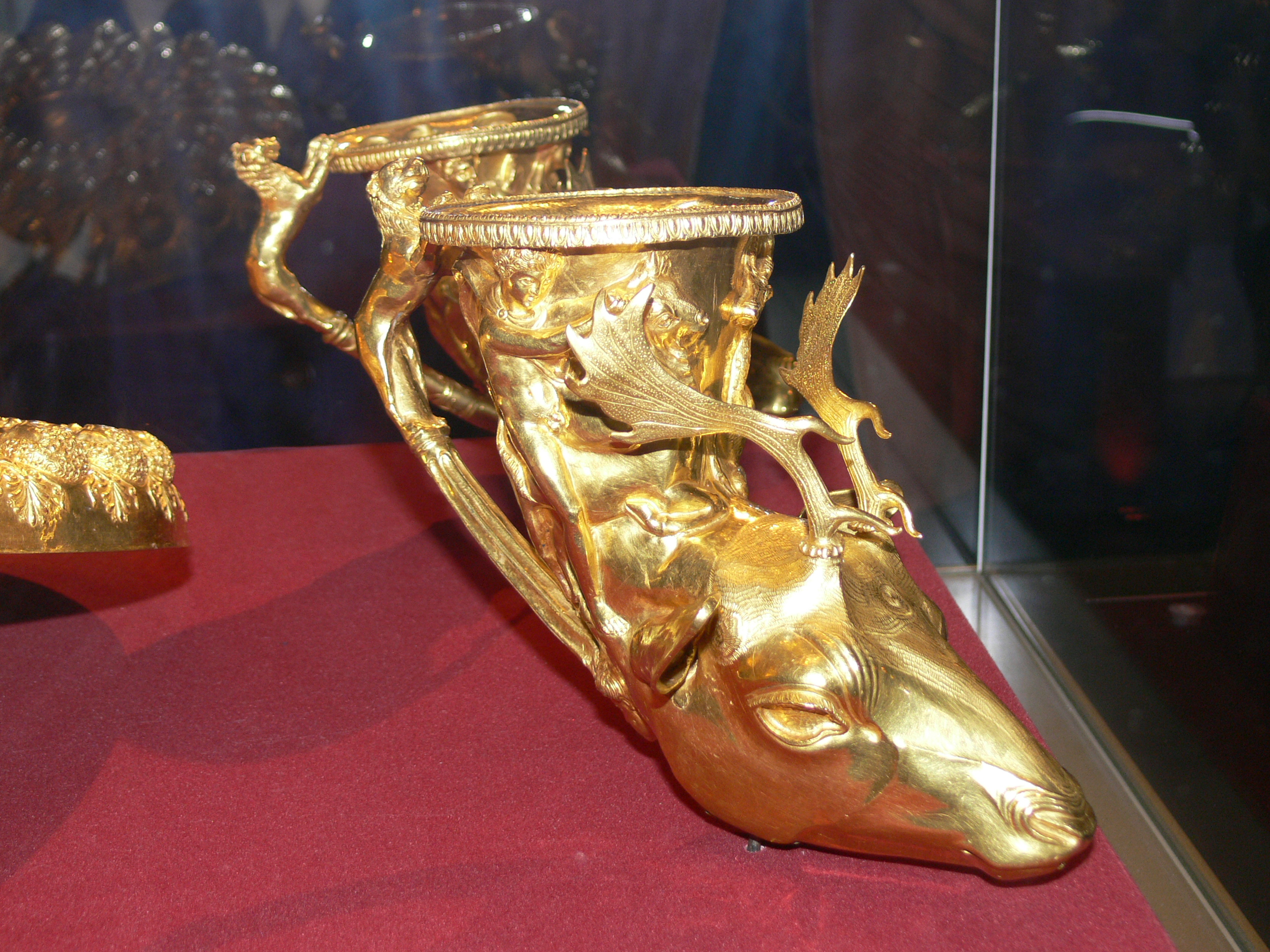
Thrakische Kunst: Rhyton aus dem Goldschatz von Panagjurischte (4./3. Jahrhundert v. Chr.)

### Vorgeschichte und Antike
Das Gebiet des heutigen Bulgariens ist bereits seit der Steinzeit besiedelt (Beispiel: Karanowo-Kultur). Ein 1972 im Gräberfeld von Warna gefundener Goldschatz wird auf die Zeit zwischen 4600 und 4200 v. Chr. datiert und gilt damit als älteste derartige Ausgrabung weltweit. Die in der Bronzezeit dort lebenden Thraker wurden bereits von Homer erwähnt. Außerdem besiedelten Makedonier das Gebiet. Vom 11. bis 6. Jahrhundert v. Chr. bestand ein erstes thrakisches Staatsgebilde, welches im 7. Jahrhundert v. Chr. seine Blüte erlebte.
29 v. Chr. wurde die Region von Rom erobert, wobei sich die Provinzen Macedonia, Thrakien, Moesia und Dacia auf dem Gebiet des heutigen Bulgarien erstreckten. Die Thraker wurden romanisiert und nach der Teilung des Römischen Reichs verblieben sie im 5. Jahrhundert bei Byzanz. Nach der slawischen Besiedlung der Balkanhalbinsel ab dem 7. Jahrhundert (Landnahme der Slawen auf dem Balkan) verschmolz die verbliebene romanische und griechische Bevölkerung (siehe dazu auch den Artikel Jireček-Linie) allmählich mit den Neuankömmlingen. Übrig blieben vereinzelte Gruppen von romanischsprachigen Walachen (Rumänen im Nord-Westen und Aromunen im Süden) und Griechen (entlang der Schwarzmeerküste).
Ab Ende des 4. Jahrhunderts begann die Völkerwanderung mit einer Bewegung der Stämme und Völker von Ost nach West und von Nord nach Süd – mit Richtung auf die großen kulturellen Zentren der Alten Welt. Das spätantike Römische Reich durchlebte eine Krise, als fremde Kriegergruppen in die römische Provinzen eindrangen, besonders in die römischen Provinzen auf dem Balkan. Die Grenze (der Limes) verschob sich allmählich von der Donau bis an die Hänge des Balkangebirges. Goten, Gepiden, Karpen, Sarmaten, Alanen, Hunnen und andere Völker durchquerten das Gebiet des heutigen Bulgariens oder ließen sich dort lange nieder. So brachten sie auch ihre Tradition und Kultur mit in dieses Gebiet.
In der neueren Forschung sind viele Punkte hinsichtlich des Ursprungs und der Entwicklung der Protobulgaren umstritten. Sie erscheinen Ende des 5. Jahrhunderts erstmals gesichert in den Quellen. Im Jahr 493 tauchen die ersten Bulgaren südlich der Donau auf. In der folgenden Zeit beteiligten sich die Bulgaren an Streif- und Plünderungszügen auf byzantinisches Territorium.

### Großbulgarisches Reich

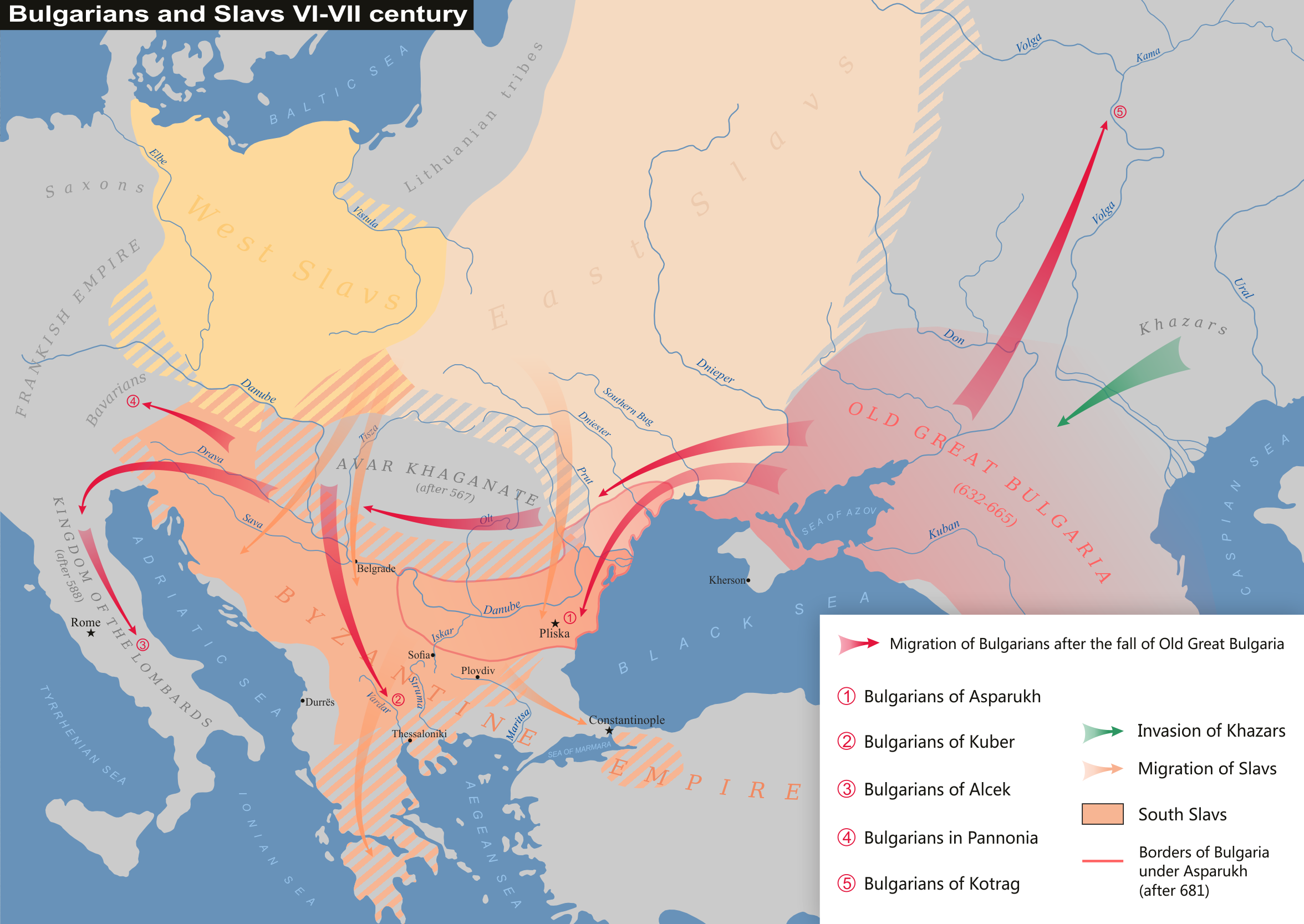
Das Großbulgarische Reich und seine Spaltung (6./7. Jahrhundert)

Das alte Großbulgarische Reich, wie es von byzantinischen Gelehrten genannt wurde (griechisch ἣ παλαιά μεγάλη Βουλγαρία i palea megali Boulgaria ‚das alte große Bulgarien‘), entstand nach der Befreiung der bulgarischen Stämme von der Herrschaft der Kök-Türken um 632 als militärisches Völkerbündnis unter Khan Kubrat zwischen dem Fluss Kuban und dem Asowschen Meer. Im Jahr 635 schloss Kubrat einen Friedensvertrag mit dem byzantinischen Kaiser Herakleios. Um 654 teilte sich Großbulgarien in drei Teile, die Reiche der sogenannten Schwarzen, Weißen und Blauen Bulgaren, auf.

## Erstes Bulgarisches Reich
In der zweiten Hälfte des 7. Jahrhunderts kam es zum Zerfall des Großbulgarischen Reiches der Protobulgaren im Nordosten des Schwarzen Meers. Der älteste Sohn Kubrats, Khan Batbajan musste sich den Chasaren unterwerfen. Im Zuge des Krieges gegen die Chasaren zogen sich die Protobulgaren unter Khan Asparuch, dem dritten Sohn des Khans Kubrat, Richtung Südwesten zur Donau zurück und übertraten den Fluss an der Grenze zur inzwischen verwaisten oströmischen Provinz Moesia secunda. 679 erhoben sie Anspruch auf die Gebiete im Raum der Dobrudscha und ließen sich dort nieder. Die dort bis dahin staatenlos siedelnden Slawen wurden unterworfen und tributpflichtig gemacht. Außerdem sollten sie den Protobulgaren zukünftig Heerfolge gegen Ostrom leisten.
Wenig später erfolgte unter Khan Asparuch die Gründung eines großen Stammesverbandes, der im Nachhinein als Erstes Bulgarisches Reich, auch Donaubulgarisches Reich oder Reich der Blauen Bulgaren bekannt wurde. Als Hauptstadt wurde später die slawische Gründung Pliska gewählt.
Im Sommer des Jahres 680 unternahm der byzantinische Kaiser Konstantin IV. Pogonatos einen Feldzug gegen die Protobulgaren. Der Krieg endete 681 mit einem Friedensvertrag, der faktisch den neuen Staat Bulgarien anerkannte. Darüber hinaus regelte der geschlossene Vertrag die neuen Staatsgrenzen, ein Flottenmoratorium und eine Tributpflichtigkeit Konstantinopels. Somit wurde Bulgarien zum dritten anerkannten Staat in Europa und einer der wenigen, dem das Oströmische Reich tributpflichtig war.

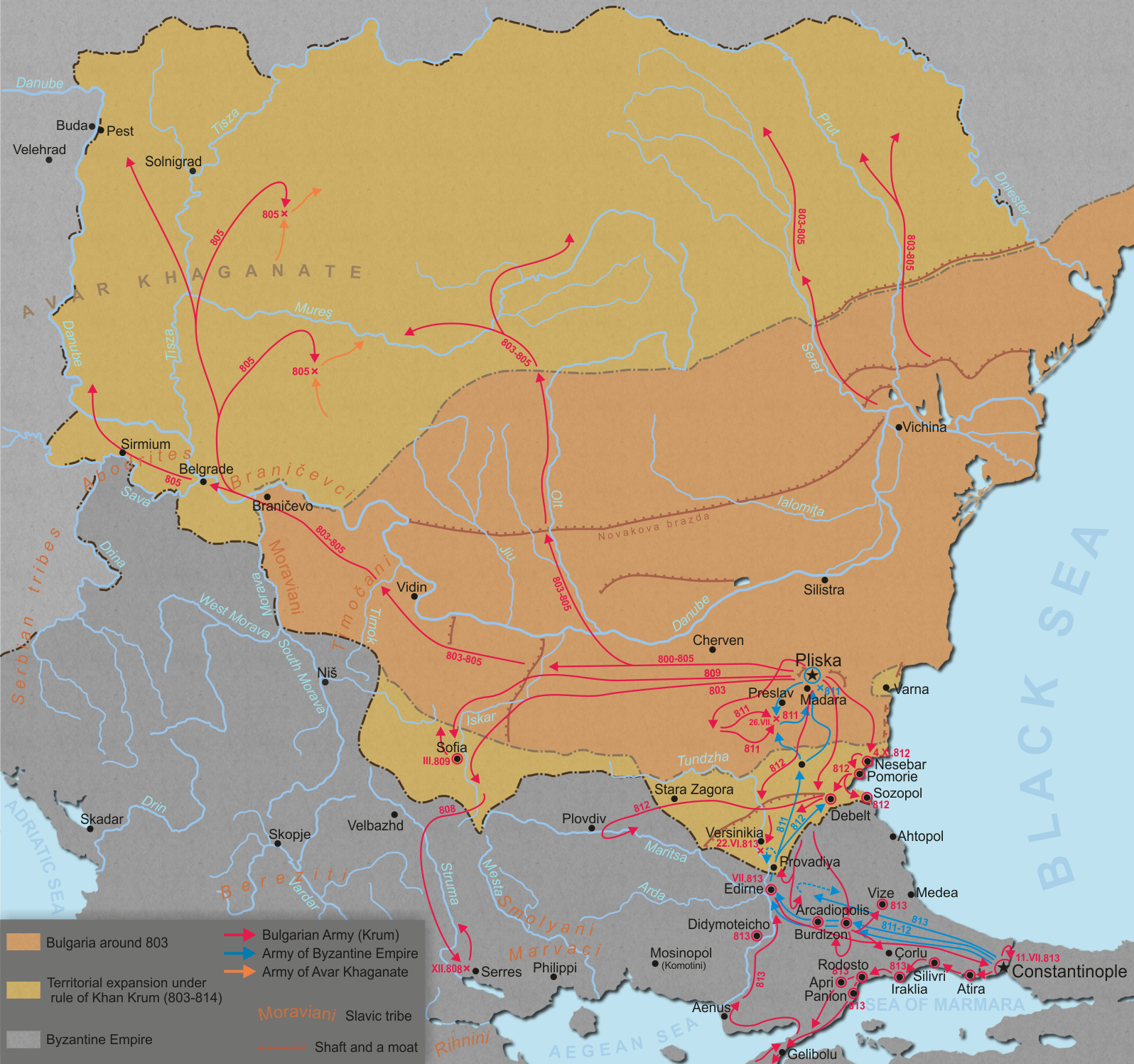
Territoriale Ausdehnung Bulgariens unter Khan Krum (803–814)

Das Territorium des Reiches wurde unter Asparuchs Nachfolger Khan Terwel (700–721) beträchtlich erweitert. In dieser Zeit entwickelte sich Bulgarien zu einer ernstzunehmenden politischen Kraft. Unter Khan Krum (803–814) wurde es zu einem mächtigen Reich innerhalb Europas. Im Bündnis mit dem fränkischen Kaiser Karl dem Großen wurde das Awarische Khanat vernichtet. Das bulgarische Herrschaftsgebiet dehnte sich fortan im Norden bis an die Theiß und im Osten bis zum Dnister aus, im Westen grenzte es nun unmittelbar an das Fränkische Reich, im Süden reichte es bis zur Mariza und Adrianopel. Reformen nach byzantinischem Muster stärkten die Stellung des Herrschers und beseitigten den Einfluss des konkurrierenden bulgarischen Adels (dadurch Slawisierung des Staates). Von Khan Omurtag 815/816 mit Kaiser Leo V. über einen Zeitraum von 30 Jahren geschlossener Friedensvertrag befriedete die Nachbarschaft mit Byzanz. Sein dritter und noch minderjähriger Sohn Malamir herrschte anschließend von 831 bis 836, gefolgt von dessen Neffen Presian I. bis 852.
Nachdem Knes Boris I. Michail (852–889) im Jahr 864 das Christentum zur offiziellen Religion erklärt hatte, verschwanden nach und nach die ethnischen Unterschiede zwischen Slawen, Protobulgaren sowie den Nachfahren der antiken Bevölkerung (Griechen und Thraker) und es begann die Ausbildung einer neuen bulgarischen Gesellschaft, welche sich aus slawischen, griechischen und bulgarischen Einflüssen zusammensetzte, wobei der slawische Einfluss der prägnanteste blieb. Seit der Christianisierung bis 1018 entwickelte sich in Bulgarien eine Hochkultur. Am Ende des 9. Jahrhunderts entwarfen die aus Thessaloniki stammenden Brüder Kyrill und Method das erste slawische Alphabet (Glagolica) und übersetzten als erste das Neue Testament in eine heute Altkirchenslawisch genannte Sprache. 893 wurde in einem Konzil der Bulgarischen Kirche Altslawisch als Liturgiesprache eingeführt. Am Hof der bulgarischen Zaren reformierte einer ihrer Schüler, Kliment von Ohrid, die glagolitische Schrift und gründete eine Universität in Ohrid. Er war aber vor allem Missionar und Schriftsteller und leistete einen entscheidenden Beitrag zur Entstehung der slawischen Literatur. Auch die typisch bulgarische Kirchenmusik begann sich in dieser Zeit zu entwickeln. Boris I. ging auch mehrfach (856 und 864) Bündnisse mit Ludwig dem Deutschen ein.

Das Bulgarische Reich am Ende der Regierung von Simeon I. (927)

Knes Simeon I. (893–927), der den Beinamen der Große trug, machte Weliki Preslaw zur Hauptstadt, möglicherweise auch, um mit den alten heidnischen Traditionen (Tengrismus) komplett zu brechen. Ohrid, Pliska und die neue Hauptstadt wurden zu Zentren des Goldenen Jahrhunderts der slawischen Kultur. Während seiner Regierungszeit, wahrscheinlich in der Schule von Preslaw, wo der Heilige Naum tätig war, wurde das kyrillische Alphabet entwickelt und eingeführt. Simeon gründete die Bulgarische Patriarchalkirche. Unter ihm wurde Bulgarien zu einem mächtigen Reich innerhalb Europas, dessen Gebiet nahezu die gesamte Balkanhalbinsel umfasste und sich fast bis an die Mauern Konstantinopels erstreckte. Ab 913 war Simeon Zar.

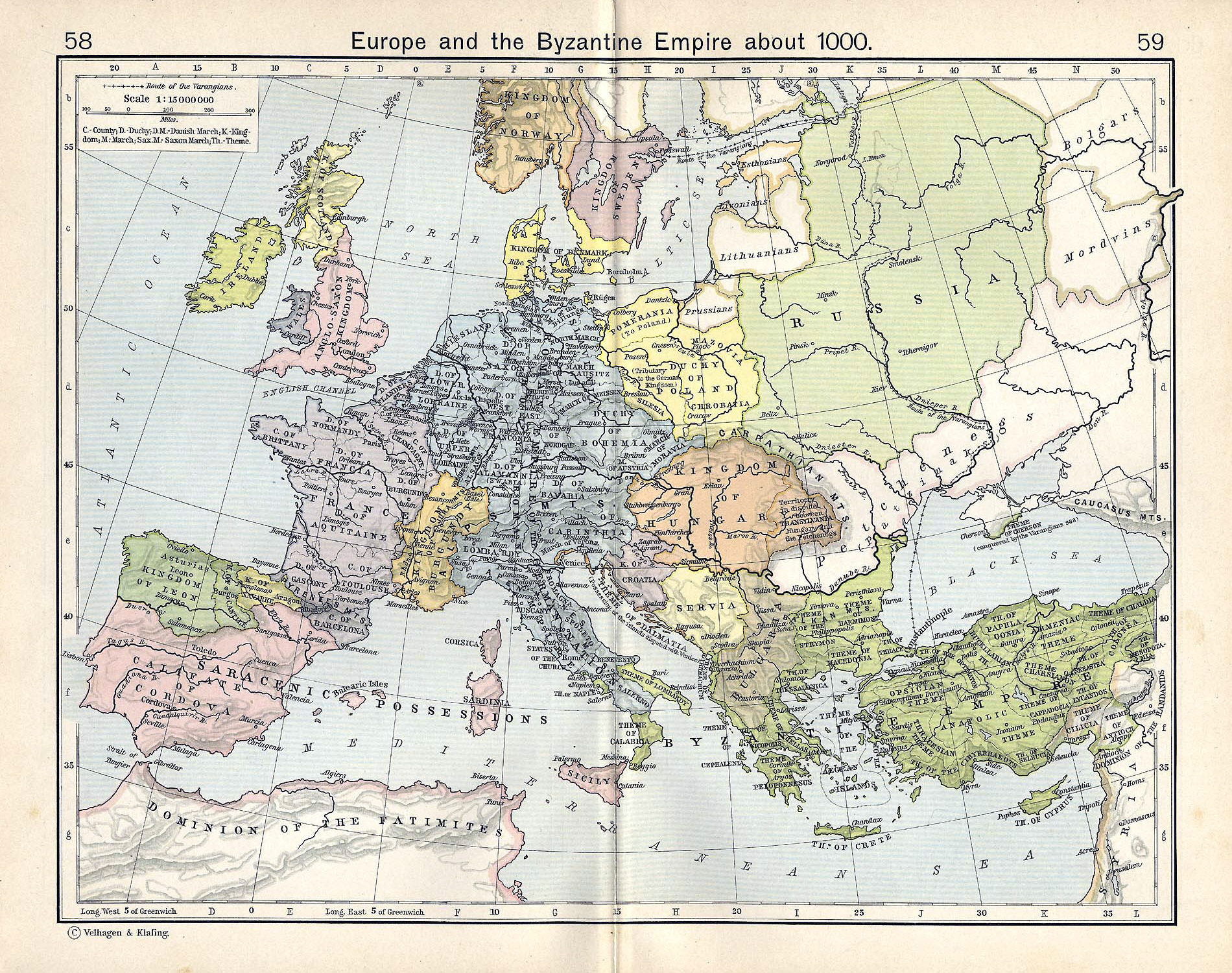
Donaubulgarien („Bulgaria“) und Wolgabulgarien („Bolgars“) auf einer Karte von Europa und Byzanz um das Jahr 1000. William R. Shepherd, Historical Atlas, 1911

Die byzantinische Themenverwaltung auf dem Balkan um 1045

Unter Zar Peter I. (†969) und anschließend seinem Sohn und Nachfolger Zar Boris II. (†977) verringerte sich die Macht durch innere Streitigkeiten, 963/69 spaltete sich ein Westbulgarisches Reich ab. Im Jahr 971 eroberte Byzanz das ostbulgarische Restreich, welches 972 zu einer Provinz Byzanz wurde. Zwischen 977 und 997 regierte Zar Roman. Die Hauptstadt wurde nacheinander nach Sredez, Skopje, Prespa, Bitola und Ohrid verlegt. In letztere verlegte auch das Patriarchat von Bulgarien seinen Sitz.
Unter Zar Samuil (976–1014, Krönung 997) wurde Ohrid Hauptstadt des Samuilschen (westbulgarischen) Reiches. Nach der Niederlage des Heeres unter Samuil in der Schlacht von Kleidion 1014 und unter Iwan Wladislaw im Jahr 1018 wurde unter Knes Presian II. ganz Bulgarien durch Basileios II. von Byzanz, den sogenannten Bulgarentöter, unterworfen. Nach der Eroberung wurde Bulgarien in fünf byzantinische Themen (Provinzen) gegliedert: Makedonien, Bulgarien, Paristrion, Thrakien und Strimon.

## Zweites Bulgarisches Reich
1040 kam es unter Peter Deljan zu einem Aufstand unter Beteiligung der Warägergarde (in der der spätere norwegische König Harald Hardråde Mitglied war), der von Byzanz niedergeschlagen wurde. Deljan behauptete, Nachkomme des großen bulgarischen Zaren Samuil zu sein, der von Basileios II. 1014 besiegt worden war. Ein weiterer Restaurationsversuch fand unter Konstantin Bodin statt, der 1072 mit seinem Vater an der Spitze eines Aufstandes gegen Byzanz im heutigen Nordmazedonien teilnahm und sich in Prizren zum bulgarischen Zaren krönen ließ. Er stammte mütterlicherseits aus der Dynastie der Komitopuli.
Zwischen Balkangebirge und Donau waren die von den Brüdern Assen und Peter geführten Aufstände 1185–1187 erfolgreich und gipfelten 1186 in der Errichtung des Zweiten Bulgarischen Reiches. Da die ersten Herrscher aus dem Haus Assen stammten, wurde das Reich anfangs auch „Reich der Assenen“ oder „Assenidenreich“ genannt. Das Zentrum der Bewegung war die Stadt Tarnowo, die daher die vierte Hauptstadt wurde. In den folgenden Jahrzehnten konnte Bulgarien die Schwäche des Byzantinischen Reiches ausnutzen, das nach der Eroberung Konstantinopels durch die Lateiner 1204 schließlich in mehrere Teilstaaten zerfiel.
Zwischen 1197 und 1207 war Kalojan, der jüngere Bruder Peters und Assens, Zar Bulgariens. Dessen militärische Erfolge festigten den Staat. Gegen byzantinische Beeinflussungsversuche schloss der Zar einen Bund mit Papst Innozenz III. Bulgarien sollte zur römisch-katholischen Kirche übertreten, im Gegenzug wurde Kalojan der Titel Rex verliehen. Der Bund war jedoch nur von kurzer Dauer. Kalojans Truppen zogen erfolgreich gegen die Ritter des Vierten Kreuzzuges. Sie schlugen am 14. April 1205 einen Teil des Kreuzritterheeres in der Schlacht von Adrianopel und konnten den Kaiser des Lateinischen Kaiserreiches Balduin von Flandern gefangen nehmen.

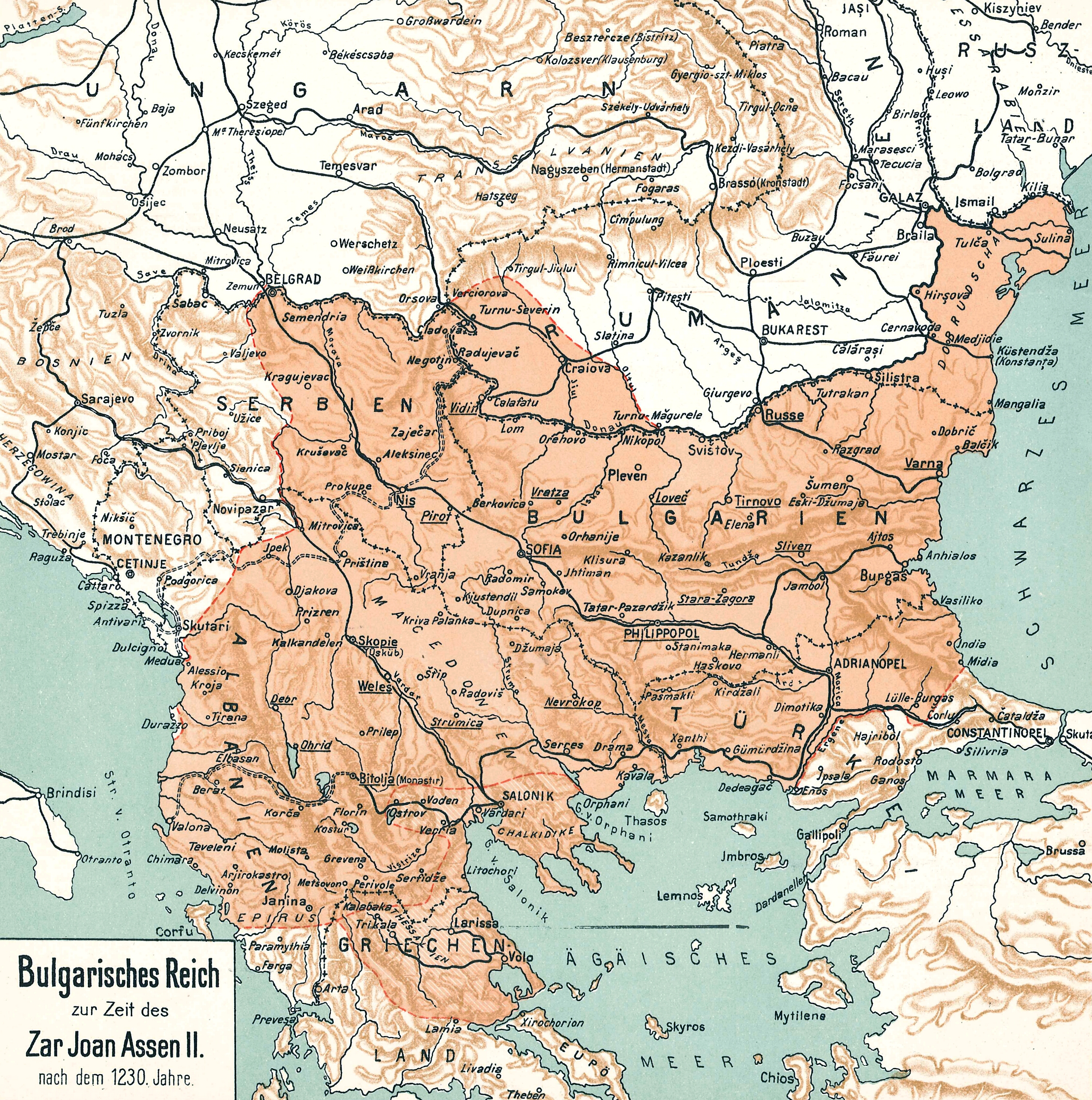
Bulgarien unter Iwan Assen II. (nach 1230). Dimitar Rizoff, Die Bulgaren in ihren historischen, ethnographischen und politischen Grenzen 1917

Zar Iwan Assen II. regierte von 1218 bis 1241. Seine Herrschaft war durch eine Reihe militärischer Erfolge und seine diplomatischen Fähigkeiten geprägt. Nach der siegreichen Schlacht von Klokotniza am 9. März 1230 erstreckte sich der bulgarische Staat wieder über ein großes Territorium zwischen dem Schwarzen Meer im Osten, der Adria im Westen, dem Ägäischen Meer im Süden, den Karpaten und dem Fluss Dnister im Norden und Nordosten. Somit stieg Bulgarien wieder zur stärksten Macht auf der Balkanhalbinsel auf. Als Zeichen seines Sieges ließ Iwan Assen die Kirche „Heilige Vierzig Märtyrer“ in seiner Hauptstadt Weliko Tarnowo erbauen. In einer in ihr eingebauten Säule ließ er folgende Inschrift meißeln:

„Im Jahre 1230 ließ ich, Iwan Assen, der in Christus dem Herrn fromme Zar und Selbstherrscher der Bulgaren, Sohn des Alten Assen, diese allerheiligste Kirche von den Grundmauern aus aufbauen und mit Malereien ausschmücken zu Ehren der Heiligen Vierzig Märtyrer, mit deren Hilfe ich im zwölften Jahr meiner Regierung in den Kampf in Thrakien zog, das griechische Heer vernichtete und selbst den griechischen Zaren Theodoros Komnenos mit allen seinen Bojaren gefangen nahm. Ich eroberte alle Länder von Adrianopel bis Durazzo – das griechische, albanische und serbische Land. Die Franken behielten nur die Städte um Konstantinopel und diese Stadt selbst, fügten sich der Obrigkeit meiner Macht, da sie selbst keinen anderen Zaren außer mir hatten, und dank mir ihre Tage verbrachten, denn so befahl es Gott, weil ohne Ihn weder ein Wort noch eine Tat vollbracht wird. Ihn sei Ehre in alle Ewigkeit! Amen.“

1241 unterlag Iwan Assen II. einer mongolischen Streitmacht und starb, noch ehe der Mongolensturm 1242 sein Reich, das kaum Widerstand leistete, zerstörte. Ungarn, Nikäa und Serbien rissen in dem folgenden Chaos Teile Bulgariens an sich.

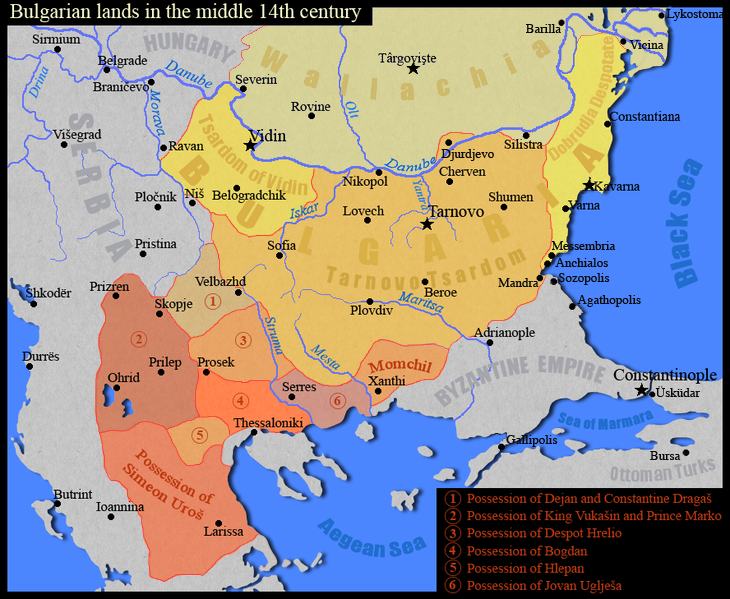
Die bulgarischen Staaten Mitte des 14. Jahrhunderts

Seit der Rückeroberung Konstantinopels durch die Byzantiner (1261) kam es wieder zu verstärkten Auseinandersetzungen mit Byzanz, aber auch mit Ungarn, und seit Ende des 13. Jahrhunderts erwuchs dem Bulgarischen Reich im aufstrebenden Serbien ein ernsthafter Konkurrent an der Westgrenze. Im 14. Jahrhundert spaltete sich das Bulgarische Reich in mehrere voneinander unabhängige Staaten und Fürstentümer – am größten war das Tarnower Königreich, etwas kleiner das Königreich von Widin und das Fürstentum Dobrudscha und weitere kleinere Fürstentümer in den Rhodopen und in Makedonien. Mit dem Niedergang von Byzanz während der türkischen Eroberungen wurde auch Bulgarien Teil des erstarkenden türkischen Reichs der Osmanen.
Die Schule von Tarnowo steht stellvertretend für die bulgarische Kunst während der Zeit des zweiten Bulgarenreichs, als Architektur, Kunst und Literatur, Musik und geistliches Leben eine rege Entwicklung erlebten. Nach dem Fall Bulgariens wanderten bulgarische Schriftgelehrte, Architekten, Maler und Bauhandwerker aus den Gebieten von Tarnowo, Widin, Dobrudscha in die umliegenden Länder aus und beeinflussten dort die kulturelle Entwicklung erheblich, so in Serbien, der Walachei, der Moldau, Transsilvanien und Russland.

## Osmanische Herrschaft
Am Ende des 14. Jahrhunderts musste sich Bulgarien mit dem Untergang seines Herrscherhauses dem Osmanischen Reich unterwerfen und es begann eine fast 500 Jahre währende osmanische Fremdherrschaft. Nach der Schlacht an der Mariza am 26. September 1371 wurde eine vom Bulgarischen Heer unterstützte antiosmanische Koalition unter dem serbischen König Vukašin Mrnjavčević von den Osmanen geschlagen. Der bulgarische Zar Iwan Schischman war gezwungen, die osmanische Suzeränität über sein Reich 1373 anzuerkennen. Da Bulgarien in den nächsten Jahrzehnten, trotz nomineller Unterwerfung, nicht vor osmanischen Angriffen verschont blieb, kündigte Iwan Schischman den Vasallenstatus. Dies führte dazu, dass Bulgarien zu einem Hauptaufmarschgebiet der osmanischen Eroberer auf der Balkanhalbinsel wurde. 1378 fiel Ichtiman, dem Sofia 1383 folgte, 1393 wurde die Hauptstadt Tarnowo erobert, was auch das Ende des Zweiten Bulgarischen Reiches bedeutete. Zar Iwan Schischman überlebte zwar in der Festung Nikopol, geriet aber in Gefangenschaft und wurde 1395 auf Befehl Sultan Bayezids I. hingerichtet. Nach der Schlacht bei Nikopolis 1396 fiel schließlich auch das letzte bulgarische Teilreich um Widin den Osmanen zum Opfer.
1404/1408–1413 führte Konstantin II. Assen, Sohn des letzten bulgarischen Zaren Iwan Strazimir, mit Unterstützung der serbischen und walachischen Herrscherhäuser den ersten Aufstandsversuch gegen die osmanischen Herrscher an. 1444 scheiterte ein erneuter Versuch durch ein polnisch-ungarisches Heer unter Władysław, König von Polen, Ungarn und Kroatien, das in der Schlacht bei Warna vernichtet wurde.
Bis Ende des 16. Jahrhunderts war die bulgarische Bevölkerung vom Sklavenhandel betroffen, der zwischen dem Osmanischen Reich und den italienischen Seerepubliken betrieben wurde. Nichtmuslime durften nicht in der Armee des Sultans dienen, mit Ausnahme derjenigen, die in der Elitetruppe als Janitscharen ausgebildet wurden, wobei bis zum 17. Jahrhundert die Knabenlese (bulgarisch Кръвен данък kraven danak, deutsch ‚Blutzoll‘) als Mittel zur Zwangsrekrutierung angewendet wurde.
Die osmanische Herrschaft sicherte außerdem zumindest in den ersten drei Jahrhunderten ihres Bestehens politische Stabilität, religiöse Toleranz und im Vergleich zur vorangegangenen Zeit moderate Steuerlasten. Bulgarien verlor aber seinen Adel, der bei der Eroberung getötet, geflohen oder zum Islam konvertiert und in die osmanische Oberschicht assimiliert worden war. Im Rahmen des osmanischen Millet-Systems wurden die nichtmuslimischen Untertanen zudem nicht durch territoriale Vertreter, sondern durch das Oberhaupt ihrer jeweiligen Religionsgemeinschaft vertreten. Die Millets genossen erhebliche Autonomie bei Familienrecht, Religion und Erziehung. Die Bulgaren wurden aber dem orthodoxen Millet zugerechnet, das vom griechischen Patriarchat dominiert wurde. Das bulgarische Patriarchat in Tarnovo wurde aufgelöst. Dies sollte später die „nationale Wiedergeburt“ erschweren, denn damit ging ein erheblicher Verlust an kultureller Identität einher, die vor allem in abgelegenen Klöstern in den Dörfern überlebte. Eine mit den frühneuzeitlichen europäischen Fürstentümern und Königreichen vergleichbare administrative Durchdringung der Gesellschaft fand im Osmanischen Reich dagegen nicht statt. Von den Steuerzahlungen abgesehen regulierten sich die Dörfer weitgehend selbst. Wirtschaftlich wurde Bulgarien mit seinem fruchtbaren Land in der Nähe der Hauptstadt Istanbul Ziel vieler Zuwanderer, vor allem Griechen, Türken und Juden, die die Städte und das wirtschaftliche Leben dominierten.
Der Niedergang des Osmanischen Reiches und die erfolglosen Kriege gegen die Habsburger lösten unter anderem in Tarnowo (1598, 1686 und 1856), in Gabrowo (1686), in Tschiprowzi (1688 und 1737/1738), in Widin und Belogradtschik (1850), in Belogradtschik (1856) weitere Aufstände aus, die jedoch ebenfalls niedergeschlagen wurden.
Seit dem 16. Jahrhundert bilden die Pomaken unter den bulgarischen bzw. slawischen Muslimen eine eigene Gruppe.

### Nationale Wiedergeburt
Um die Mitte des 17. Jahrhunderts entstand unter Notabeln von Tschiprowzi nach und nach die Idee, den katholischen Glauben für die Aufklärung und Unabhängigkeit des bulgarischen Volkes zu nutzen. Im Wesentlichen sollte der katholische Westen das bulgarische Volk, welches im Osmanischen Reich im von Phanarioten dominierenden Orthodoxen Millet zusammengefasst war, als eigenständiges Volk anerkennen und auf dessen Basis der bulgarische Staat wiederhergestellt werden. Somit können diese Ideen als ein Vorbote der bulgarischen Wiedergeburt angesehen werden und genauer gesagt des sogenannten „Bulgarischen Erwachens“. Der bulgarisch-katholische Erzbischof von Sofia Petar Bogdan besuchte in diesem Zusammenhang zusammen mit Bischof Petar Parchevich und Francesco Soimirovich eine Reihe von europäischen Herrschern, um sie für die Anerkennung der Bulgaren zu gewinnen sowie um ein christliches Militärbündnis gegen die Osmanen zu gründen, welche zur Befreiung Bulgariens führen sollte. Petar Bogdan gilt auch als einer der Initiatoren und Organisatoren des Tschiprowzi-Aufstandes 1688 und als der Verfasser der ältesten Geschichte Bulgariens (Rom 1638, ital.)

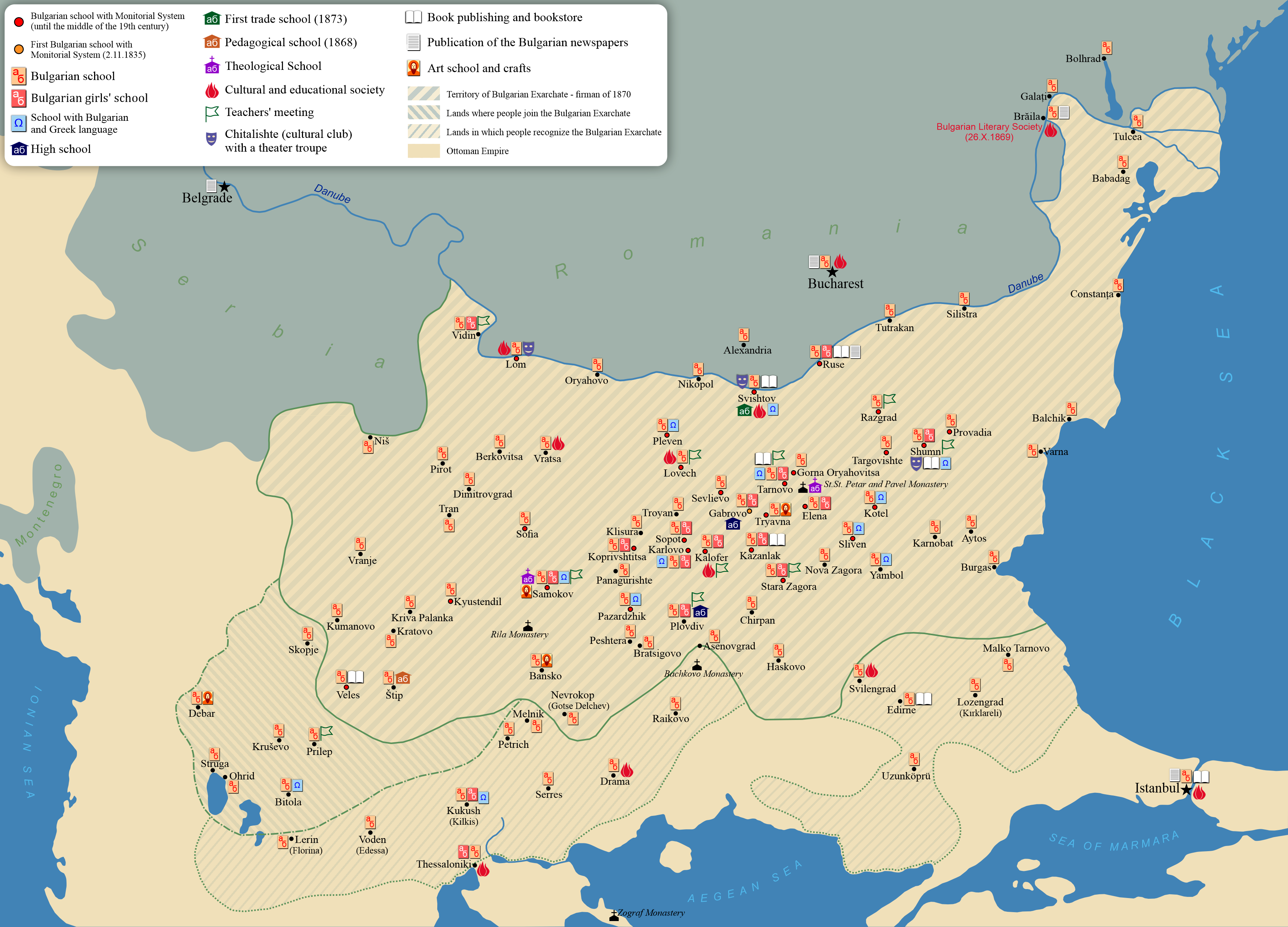
Bulgarische kulturelle und geistliche Einrichtungen im Osmanischen Reich im 18./19. Jahrhundert

Eingangs des 18. Jahrhunderts begann sich unter dem Einfluss der entstehenden bulgarischen Aufklärung langsam ein eigenes Nationalgefühl zu entwickeln, das in der Forderung nach staatlicher Unabhängigkeit gipfelte. Das 1760–1762 von dem orthodoxen Mönch Paisij Hilendarski geschriebene Buch Slawisch-bulgarische Geschichte gab dazu einen wichtigen Anstoß. Es verbreitete sich bis zum ersten Druck 1844 ausschließlich handschriftlich. Es führte dazu, dass die schmale gräzisierte bulgarische Oberschicht ihr eigenes Volkstum und ihre Vergangenheit wiederentdeckte.
Die Veränderungen im kulturellen und geistigen Leben wurden angetrieben durch die Gründung der Neubulgarischen Aufklärungsbewegung (bulgarisch новобългарското просветно движение). Die Bewegung strebte nach mehr Anerkennung für die Bulgaren durch den Osmanischen Staat innerhalb des Millet-Systems mit der Gründung eines eigenständigen bulgarischen Millets (Bulgar Millet) und einer eigenen bulgarischen Kirche. Ziel war die Loslösung der Bildung und Kultur von griechischen Einflüssen sowie die Begründung einer eigenen materiellen und geistigen Kultur. Eine wesentliche Seite dieser Entwicklung zur nationalen Unabhängigkeit war die Errichtung bulgarischer Klosterschulen und der Kampf gegen die griechische Kirchenmacht.
Die Auseinandersetzung mit dem orthodoxen Patriarchat von Konstantinopel führte zur sogenannten Unionsbewegung (bulgarisch Униатско движение), die sich für eine mit der römisch-katholischen Kirche unierte Kirchenorganisation einsetzte. Geführt wurde diese Bewegung von Dragan Zankow und Georgi Mirkowitsch. So entstand im Osmanischen Reich 1860 die bulgarisch-katholische Kirche, die auf die Union von Kilkis von 1859 zurückging. Französische Lazaristen hatten sich die Unzufriedenheit der örtlichen Bevölkerung mit den orthodoxen phanariotischen Bischöfen zunutze gemacht und der Bevölkerung eine nationale Kirchenhierarchie versprochen. 1861 war mit Josif Sokolski der erste katholische Erzbischof eingesetzt worden, der auch vom Sultan als Repräsentant der Bulgarischen Christen anerkannt wurde. Die so entstandene Kirche verstand sich als Teil der bulgarischen Nationalbewegung und hatte bis zu 60.000 Gläubige.
Dieser Entwicklung stellte sich das orthodoxe Russland entgegen, das die orthodoxe Kirche noch massiver, auch gegenüber dem osmanischen Sultan, unterstützte. Dennoch war der Kampf für eine unabhängige bulgarische Kirche innerhalb des Orthodoxen Millets gegen den Interessen Russlands gerichtet, welche die griechische Seite unterstützten und keine Aufteilung des Millets präferierten. So führte die Bulgarische Nationale Wiedergeburt (bulgarisch Възраждане) mit dem Sultansferman von 1870 auch zur Errichtung der selbständigen Bulgarisch-Orthodoxen Kirche und zum Erstarken bulgarischer Bildung und Kultur. Damit erkannte der osmanische Sultan das Eksarhhâne-i Millet i Bulgar, die ethnisch-religiöse und sprachliche Gemeinschaft der Bulgaren innerhalb der osmanischen Grenzen und gewährte ihnen weitgehende Rechte. Mit dem Ferman des Sultans zur Errichtung des bulgarischen Exarchats wurde zum ersten Mal ein Millet im osmanischen Reich auf ethnischer Grundlage zugelassen. Mit der Errichtung der Bulgarisch-Orthodoxen Kirche wurde die Bulgarisch-katholische Kirche wieder verdrängt. Der ökumenische Patriarch von Konstantinopel, der den Ferman nicht anerkannte, da die Wiederbegründung der Bulgarische Kirche auf Kosten des Ökumenischen Patriarchats ging, erklärte bereits 1872 das bulgarische „Exarchat“ für schismatisch.
Die erste weltliche Schule wurde 1835 durch die Kaufleute Wasil Aprilow (1798–1847) und Nikola Palausow (1776–1853) in ihrer Heimatstadt Gabrowo gegründet und finanziert. Diese Reformierung der Klosterschulen wurde durch den Leiter der Schule Neofit Rilski begonnen. Die Schule in Gabrowo sowie das erste Gymnasium in Plowdiw wurden schnell zum Vorbild für den Aufbau des bulgarischen Schulwesens im 19. Jahrhundert.
1864 wurde aus dem Zusammenschluss der osmanischen Großprovinzen Silistrien, Niş und Widin das Vilâyet Tuna gebildet, welches bis 1878 existierte. Es umfasste Gebiete, in denen die Bulgaren die Bevölkerungsmehrheit stellten: das heutige Südostserbien und Nord-Bulgarien (nördlich des Balkangebirges und südlich der Donau), sowie die ab 1878 rumänische Norddobrudscha, weswegen es auch Vilayet Bulgarien genannt wurde. Das Vilâyet wurde nach französischem Vorbild aufgebaut; es sollte nach der Vorstellung der Hohen Pforte als Musterprovinz für eine Provinzial-Neuordnung fungieren und somit der bulgarischen Unabhängigkeitsbewegung den Boden entziehen.
Das Vilayet war, den Verwaltungsaufgaben eines Départements entsprechend, in mehrere Sandschaks aufgeteilt, die ihrerseits die Aufgabe der französischen Arrondissements übernahmen. An der Spitze des Vilayets stand der Wali anstelle des früheren Beylerbeys. Die Sandschaks wurden von einem mutasarrif, anstelle des bisherigen Sandschakbegs geleitet. Der beratende Dīwān wurde abgeschafft und an seiner Stelle sowohl auf Vilayets- als auch auf Sandschakebene ein Verwaltungsrat eingesetzt, dem neben muslimischen Würdenträgern auch drei nichtmuslimische Religionsgemeinschaften (Armenier, Griechisch-Orthodoxe und Juden) angehörten. Damit sollte die nichtmuslimische Bevölkerung mit einbezogen werden. Verwaltungszentrum des Vilayets war Russe (osmanisch Rusçuk), die wichtigste osmanische Festung an der Donau und damals blühende Stadt im Nordosten Bulgariens.
Die Bildung des Vilayet Tuna konnte die unzufriedene bulgarische Bevölkerung, welche die Mehrheit stellte, nicht besänftigen, da sie auch im neuen Verwaltungssystem nicht repräsentiert war. Denn mit dem griechisch geprägten ökumenischen Patriarchat von Konstantinopel, welches sie vertreten sollte, kämpfte sie um eine unabhängige bulgarische Kirche (Bulgarisch-griechischer Kirchenkampf).
Einen herben Rückschlag musste die Befreiungsbewegung im Januar/Februar 1873 mit der Festnahme und Hinrichtung ihres Ideologen Wassil Lewski hinnehmen. Lewski, der heute in Bulgarien als Nationalheld gefeiert wird, baute innerhalb des Osmanischen Reiches die Strukturen der Befreiungsbewegung auf. Weitere bedeutende Persönlichkeiten der Befreiungsbewegung waren Georgi Rakowski, Ljuben Karawelow, Todor Kableschkow, Sophronius von Wraza und Christo Botew.
Mit dem Aufstand von Stara Sagora (1875) und dem Aprilaufstand von 1876 kam es zum blutigen Höhepunkt der Befreiungsbewegung. Es ist umstritten, ob es, wie von bulgarischen Historikern behauptet, eine nationale Erhebung der „bulgarischen“ Bevölkerung gegen eine Fremdherrschaft war. Die Zahl der nationalbulgarischen Revolutionäre war immer zu gering und örtlich zu isoliert, um Einfluss auf die ländliche analphabetische Bevölkerung zu erlangen. Letztlich konnten die Anführer des Aprilaufstandes lediglich einige hundert Aufständische organisieren und waren schnell besiegt. Von einem „nationalen Befreiungskampf“ kann letztlich nicht gesprochen werden.

## Fürstentum und Zarentum Bulgarien

### Entwicklung bis zu den Balkankriegen

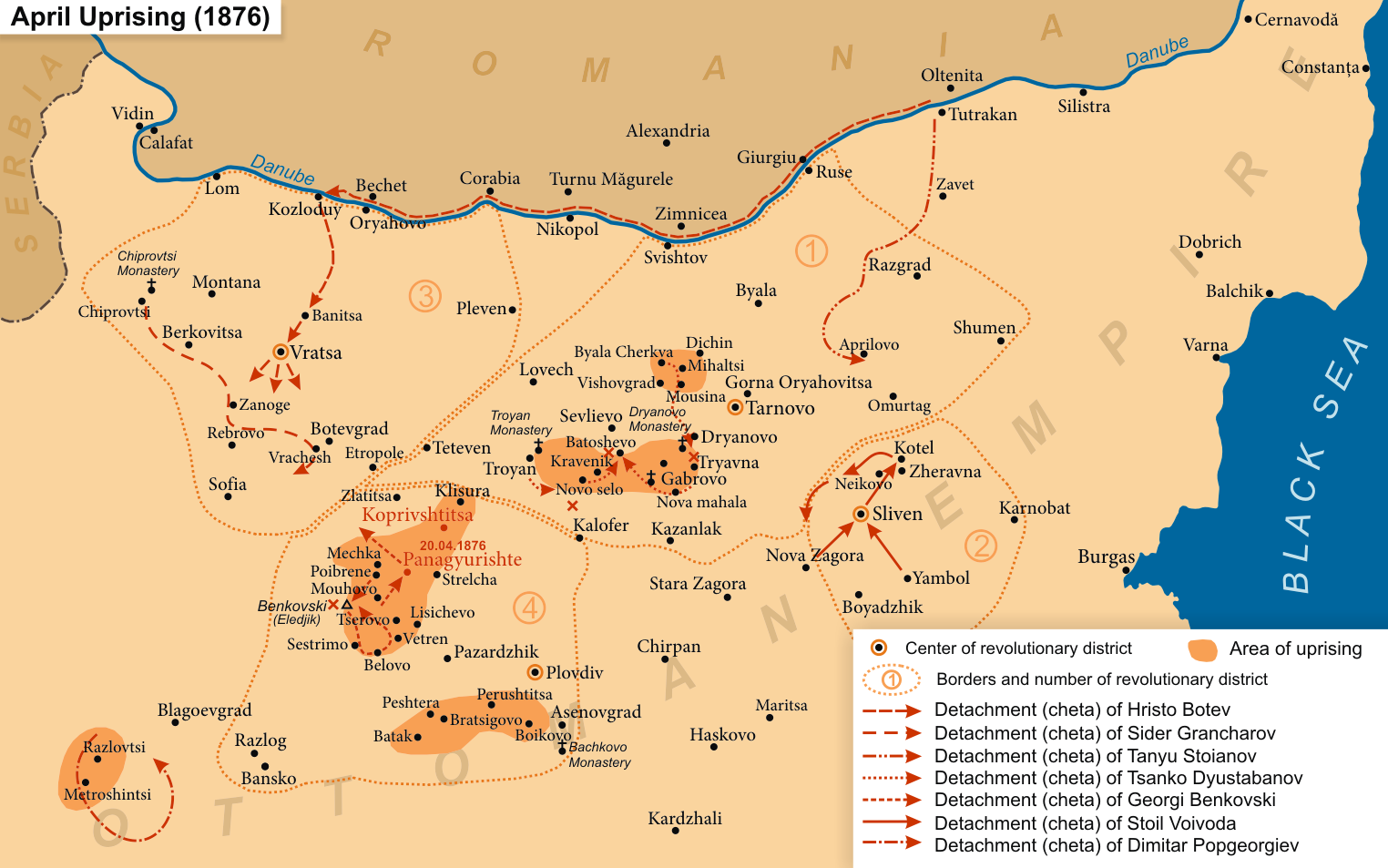
Die aufständischen Gebiete während des Aprilaufstands von 1876

Der Aprilaufstand von 1876 war ein Versuch, Bulgarien von der osmanischen Herrschaft zu befreien. Nach seiner Niederschlagung wurde von dem britischen Premierminister Benjamin Disraeli zwischen 23. Dezember 1876 und 20. Januar 1877 die internationale Konferenz von Konstantinopel einberufen. Großbritannien entsandte dafür Lord Salisbury als außerordentlichen Botschafter, wo er gemeinsam mit dem russischen Botschafter Graf Ignatiew derartige Forderungen an die Türkei stellte, dass die Konferenz ohne Resultat blieb. Für Bulgarien wurde die Grenzziehung einer oder mehrerer künftiger autonomer bulgarischer Provinzen innerhalb des Osmanischen Reiches vorgeschlagen. Sultan Abdülhamid II. weigerte sich jedoch, diese durchzuführen, und löste die Konferenz schließlich auf.

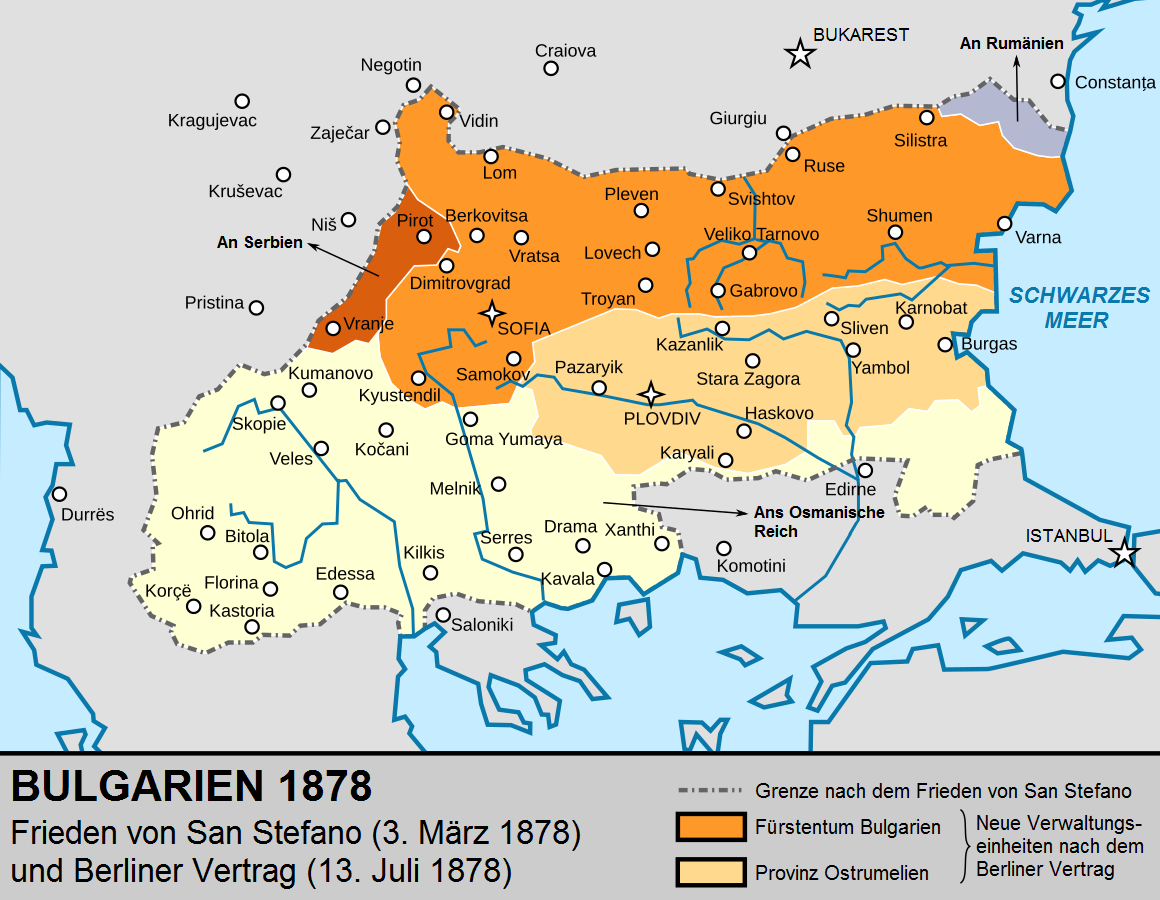
Grenzen Bulgariens nach dem Frieden von San Stefano (3. März 1878) und dem Berliner Kongress (Juni 1878)

Die blutige Niederschlagung des Aprilaufstandes durch die Türken 1876 und das Scheitern der Konferenz von Konstantinopel nahm das Russische Reich im Rahmen der panslawistischen Ideologie als Legitimation für die Kriegserklärung am 24. April 1877. Der Russisch-Osmanische Krieg wurde mit Härte und großen Verlusten auf beiden Seiten geführt. Nach einer Überquerung der Donau und des Balkangebirges mitten im Winter siegten die russischen Truppen und rückten bis kurz vor Konstantinopel vor. Unter britischem Druck musste das Russische Reich am 31. Januar den Waffenstillstand von Edirne mit dem Osmanischen Reich eingehen, in dem das Osmanische Reich um einen Friedensvertrag bat. Dieser wurde am 3. März mit dem Frieden von San Stefano geschlossen, in welchem große Gebiete vom Osmanischen Reich abgetrennt und dem neuen Staat Bulgarien zugeschlagen wurden.
Nachdem die bulgarischen Gebiete während des Krieges von der russischen Armee je nach Lesart besetzt oder befreit worden waren, wurden sie zunächst von einer provisorischen russischen Verwaltung verwaltet, die im April 1877 eingerichtet wurde. Sie hatte zunächst ihren Sitz in Swischtow und unterstand der russischen Armee. Die Verwaltung wurde zunächst von Wladimir Tscherkasski und nach seinem Tod von Alexander Dondukow-Korsakow geleitet.

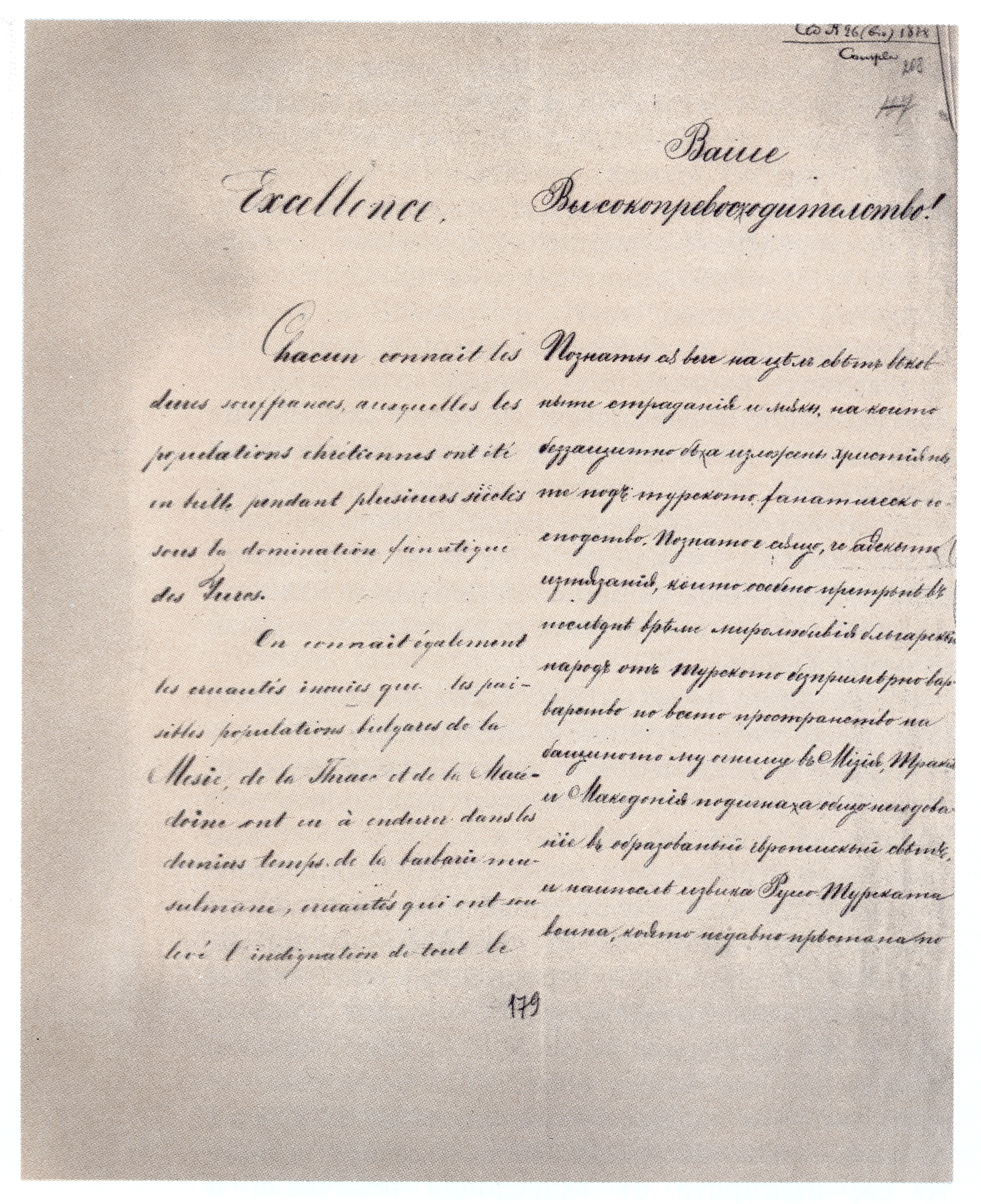
Denkschrift der bulgarischen Kirch- und Schulgemeinden an die Großmächte gegen die Entscheidungen des Berliner Kongresses (20. Mai 1878)

Durch den Berliner Kongress im Juni und Juli 1878 wurde der Friede von San Stefano teilweise revidiert. Bulgarien wurde ein autonomes Fürstentum, das aber dem Osmanischen Reich weiterhin tributpflichtig blieb. Der Vertrag von Berlin sah die Beendigung der provisorischen russischen Verwaltung im Mai 1879 vor (Artikel 6. und 7.), bis dahin sollte Dondukow-Korsakow als eine Art Generalgouverneur das Land verwalten. Die Hauptziele der provisorischen russischen Verwaltung waren die Sicherung von Frieden und Ordnung, die Vorbereitung einer Wiederbelebung des bulgarischen Staates und die Vorbereitung einer Nationalversammlung. Ostrumelien blieb zunächst osmanische Provinz, das Osmanische Reich verzichtete jedoch auf eine militärische Präsenz.
Die Reaktionen auf die Entscheidungen des Berliner Kongresses waren im „San-Stefano-Land“ unterschiedlich. Das im Tarnowo in dieser Zeit tagende Parlament wollte sich auflösen und den von den Großmächten vorgeschlagenen Fürsten nicht wählen; Petitionen wurden geschrieben, Appelle und Abgesandte wurden zu den Botschaften in den Hauptstädten der Großmächte entsandt. Im Land selbst wurden Komitees unter der Bezeichnung „Edinstwo“ (bulgarisch Единство ‚Einheit‘) gegründet. Das Erste Komitee wurde in Weliko Tarnowo unter anderem von Stefan Stambolow ins Leben gerufen. Die Komitees hatten sich das Ziel gesetzt, diese Entscheidungen zu revidieren und „Bulgarien in seine nationalen Grenzen vom Frieden von San Stefano wiederherzustellen“. Eine ihrer ersten Handlungen war die Vorbereitung und die Durchführung des Kresna-Raslog-Aufstandes (1878) in Makedonien. Die Verweigerung dieser nationalen Ansprüche und „einer Vereinigung aller Bulgaren“ seitens der Großmächte ist bis heute im kollektiven Nationalbewusstsein der Bulgaren verankert.
Die erste demokratische Verfassung wurde im April 1879 in der mittelalterlichen Hauptstadt Bulgariens Tarnowo beschlossen. Als Vorbild der nach der Stadt benannten Verfassung von Tarnowo diente die Verfassung des Königreichs Belgien. Bulgarien wurde konstitutionelle Monarchie und führte als erstes Land der Region das allgemeine Männerwahlrecht ein. Prinz Alexander von Battenberg wurde zum Fürsten gewählt. Am 25. Junijul. / 7. Juli 1879greg. legte er in Tarnowo seinen Eid vor der Großen Nationalversammlung ab und bestätigte dann die erste Regierung Bulgariens. Erster Ministerpräsident wurde der konservative Politiker Todor Burmow. Bis zum Ersten Weltkrieg teilte sich die bulgarische Politik in eine prorussische (bulgarisch русофили ‚russophile‘) konservative Partei und eine prowestliche (bulgarisch русофоби ‚russophobe‘) Liberale Partei. Makedonische Emigranten stellten dauerhaft ein erhebliches Unruhepotenzial dar.
Die erste Wahl von 1879 ergab einen überwältigenden Sieg der Liberalen, die zuvor die Verfassung maßgeblich geprägt hatten; sie erhielten 140 der 170 Mandate. Fürst Alexander I. (1879–1886) versuchte innere Reformen durchzuführen. Er widersetzte sich jedoch der Politik der Liberalen und versuchte mit dem russlandfreundlichen konservativen Lager zu regieren. Mit Hilfe und Billigung Russlands setzte Alexander I. am 1. Juli 1881 die liberale Verfassung aus und herrschte bis September 1883 über das Land durch das Regime der Vollmachten, musste aber schließlich das Parlament anerkennen. Ihm gelang in der Bulgarischen Krise gegen den Willen der Großmächte die Vereinigung Ostrumeliens mit dem Fürstentum Bulgarien und unter seiner Führung besiegte Bulgarien die Serben im Serbisch-Bulgarischen Krieg 1885.

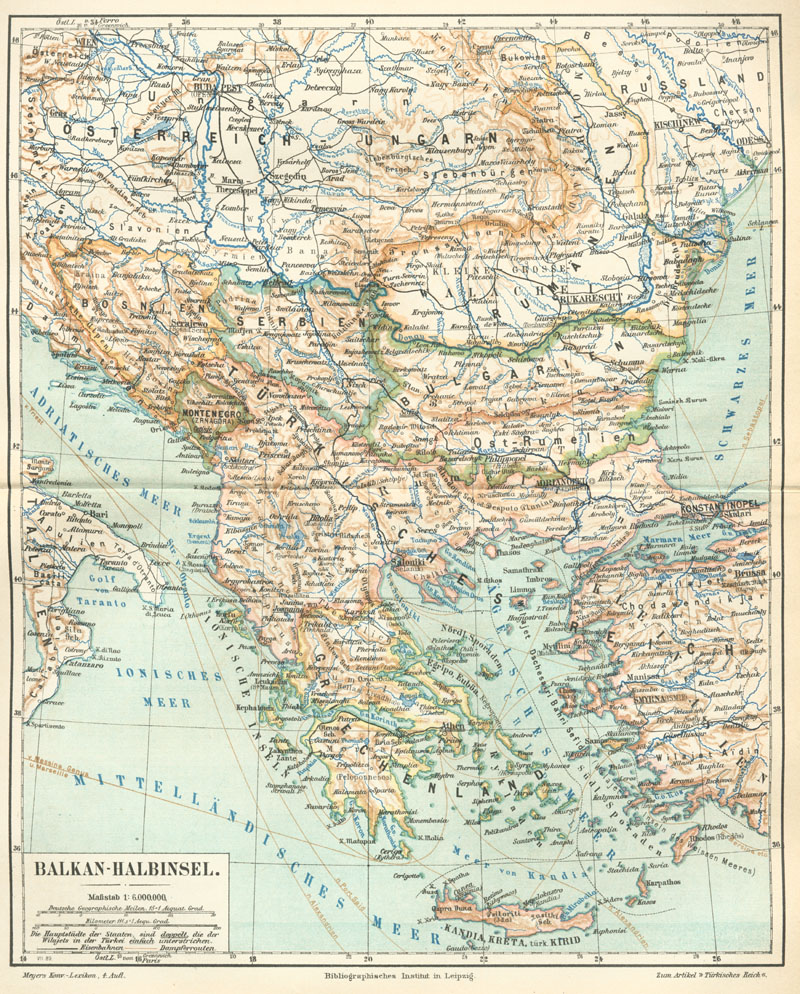
Bulgarien um 1888

Nach dem Frieden von Bukarest am 3. März 1886 weigerte sich Zar Alexander III., Alexander I. als Herrscher des vergrößerten Bulgarien anzuerkennen. Auf russisches Betreiben putschte nun eine Gruppe prorussischer Offiziere gegen den bulgarischen Fürsten Alexander I. und zwang ihn am 9. August 1886 zur Abdankung. Er wurde nach Russland verschleppt. Mit Unterstützung des bulgarischen Parlamentspräsidenten Stefan Stambolow, der mit Hilfe des Militärs einen Gegenputsch durchführte, konnte Alexander nach Bulgarien und nochmals kurz auf den Thron zurückkehren. Am 7. September 1886 verzichtete er dann jedoch endgültig auf die Herrschaft, da er das Vertrauen des russischen Zaren nicht mehr genoss. Zu seinem Nachfolger wurde 1887 nach langen innenpolitischen Wirren Ferdinand von Sachsen-Coburg und Gotha gewählt.
Der bulgarische Fürst Ferdinand I. erklärte 30 Jahre nach dem Russisch-türkischen Krieg von 1877 bis 1878 am 22. Septemberjul. / 5. Oktober 1908greg. in der mittelalterlichen bulgarischen Hauptstadt Weliko Tarnowo durch die Unabhängigkeitserklärung das Fürstentum Bulgarien für unabhängig vom Osmanischen Reich und krönte sich mit dem Titel Zar. Dieser Zeitpunkt war gut gewählt, da sich das Interesse der Großmächte wegen der fast zeitgleich erfolgten Annexion Bosniens und der Herzegowina durch Österreich-Ungarn vor allem auf diese beiden Länder richtete. Einiges spricht dafür, dass sich Ferdinand mit Kaiser Franz Joseph I. bei einem Treffen kurz davor in Budapest abgesprochen hatte.

### Makedonische Frage
Die ungelöste Makedonische Frage zog einen starken Flüchtlingsstrom aus Makedonien (makedonische Bulgaren, bulgarisch македонски българи) mit sich. Die makedonischen Flüchtlinge organisierten sich mit den thrakischen Bulgaren. Vor allem etablierten sich jedoch die Emigranten aus Makedonien, wie Dimitar Rizoff, Andrei Ljaptschew (Ministerpräsident Bulgariens von 1926 bis 1931), Simeon Radew (Diplomat) und Ilija Georgow, bald als eine bedeutende politische Kraft, die in den 1920er-Jahren auch über eine eigene parlamentarische Gruppe verfügte und zeitweise als „Staat im Staate“ angesehen wurde, wodurch ein ständiger Druck auf die politischen Kreise des Landes ausgeübt wurde, sich mit der makedonischen Thematik zu beschäftigen.
Die zunächst nur politisch agierenden Flüchtlingsorganisationen bekamen einen militanten Flügel, die Komitadschi, der in den nicht im bulgarischen Staat eingeschlossenen Gebieten militärische Aktionen unternahm, Aufstände, unter anderem 1878 den Kresna-Raslog-Aufstand, 1902 den Gorna-Dschumaja-Aufstand sowie 1903 den Ilinden-Preobraschenie-Aufstand organisierten und durchführten. Dies trug zur zusätzlichen Radikalisierung der Politik, dem Streben nach der Verwirklichung der Idee des bulgarischen Staates in den Grenzen von San Stefano bei. Der bulgarische Staat versuchte je nach außenpolitischer Lage, diese zu unterstützen oder zu verbieten. Der Versuch, durch eine staatlich kontrollierte Organisation die Aktionen zumindest zu beeinflussen, misslang. Die radikalisierten Flüchtlingsorganisationen (wie die Innere Mazedonische Revolutionäre Organisation und das Oberste Makedonien-Adrianopel Komitee) versuchten ihrerseits die bulgarische Politik zu beeinflussen, in dem sie Schlägergruppen aufstellten, Morddrohungen verschickten und Todesurteile vollstreckten, wie etwa an Stefan Stambolow, um bestimmte politische Entscheidungen in Bezug auf Makedonien durchzusetzen.
In dem neuen Staat formte sich erst langsam ein kollektives Nationalgefühl aus. Er war von Anfang an mit schweren Hypotheken belastet: Die makedonische Emigration im Land bildete dauerhaft ein Unruhepotenzial. Die im San Stefano vorgesehenen Grenzen wurden von den bulgarischen Eliten als legitimer Rahmen eines bulgarischen Nationalstaates gesehen und der Bevölkerung als fester Bestandteil der nationalen Identität vermittelt.
Auch in der Außenpolitik Sofias blieb ein zentraler Punkt das Streben nach einem Bulgarien in den Grenzen von San Stefano, was die Angliederung von Makedonien, Thrakiens und Ostrumeliens, die 1885 erfolgte, miteinschloss. Hinzu kam, dass sich die slawische, nicht serbische Bevölkerung in Makedonien selbst zum Teil bis ins 19. Jahrhundert als Bulgaren verstand und dies wurde von bulgarischer Seite auch so betrachtet:
Schon vor 1878 war unter den maßgeblichen Eliten Makedonien unverrückbarer Teil des „Bulgarentums“. Begründet wurde das mit linguistischen Argumenten, mit „historischen Rechten“ unter Hinweis auf die mittelalterlichen bulgarischen Reiche, oder der Zugehörigkeit zur bulgarischen Kirche. In Makedonien liegen jedoch auch die Anfänge der bulgarischen Nationalen Wiedergeburt. Das in San Stefano 1878 projektierte Großbulgarien wurde zum festen Begriff der Nationalbewegung. Bis heute ist Makedonien als Teil der bulgarischen Nation fest im kollektiven Nationalbewusstsein der Bulgaren verankert, und die Infragestellung dieses Ideals ist in breiten gesellschaftlichen Schichten ein Tabuthema geblieben.

### Balkankriege und Erster Weltkrieg
Bulgarien, Serbien, Griechenland und Montenegro schlossen sich 1912 zum Balkanbund zusammen und griffen im Ersten Balkankrieg das Osmanische Reich an, um das türkische Makedonien für sich zu gewinnen. Unter der Leitung von General Iwan Fitschew eroberte die bulgarische Armee Adrianopel, Lüleburgaz (Schlacht von Lüleburgaz) und Kırklareli. Das Osmanische Reich musste als Verlierer den Großteil seines europäischen Gebietes abtreten. Wegen eines Streits um die Aufteilung Makedoniens begann Bulgarien, das die Hauptlast des ersten Krieges getragen hatte, 1913 den Zweiten Balkankrieg gegen Serbien und Griechenland. Während die bulgarische Streitmacht an der griechischen und serbischen Front gebunden war, drangen die in den Krieg eingetretenen Rumänen bis nach Sofia vor. Die Osmanen hatten am Ende des Zweiten Balkankriegs mit Hilfe der Freischärler von „Teşkilât-ı Mahsusa“ Ostthrakien mit Edirne (Adrianopel) zurückerobert und wie später beim Völkermord an den Armeniern die komplette bulgarische Bevölkerung dort vertrieben oder ermordet. Im Frieden von Bukarest vom 10. August 1913 verlor Bulgarien die zuvor gewonnenen Gebiete, mit Ausnahme von Westthrakien und musste die südliche Dobrudscha an Rumänien abtreten. Makedonien kam größtenteils an Serbien und Griechenland, Adrianopel zurück an das Osmanische Reich.

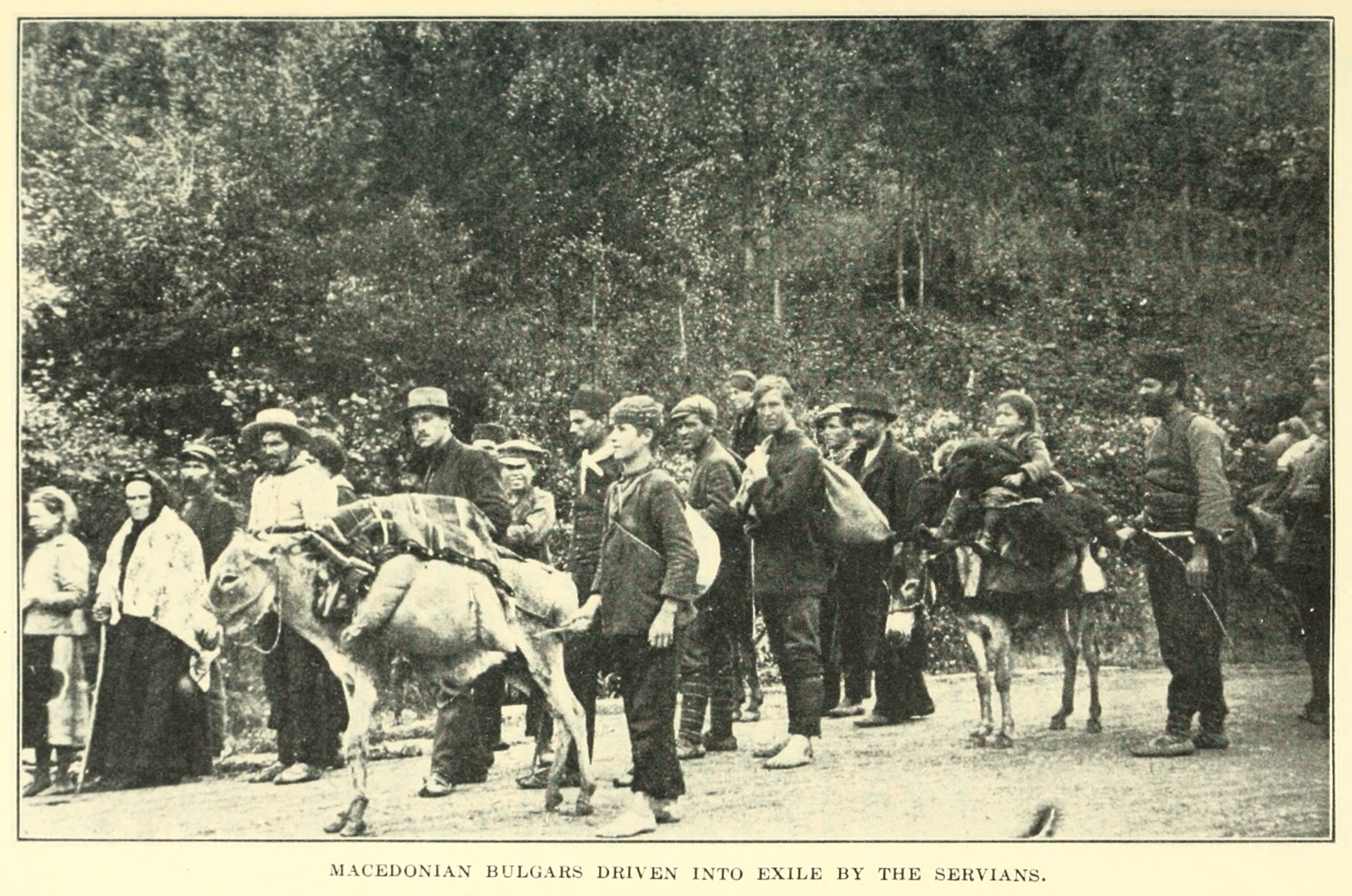
Bulgarische Flüchtlingskolonne aus Makedonien (1914)

Die nächsten Jahre waren gekennzeichnet von der Suche nach einer Revanche für diese nationale Katastrophe. Auch die Flüchtlinge, die in das Land hereinströmten, trugen zur Missstimmung gegenüber den Nachbarn bei. Im Jahre 1914 lebten rund 100.000–150.000 Flüchtlinge und neue Einwanderer im Land. Bulgarien, dessen Bevölkerung durch die Flüchtlinge auf über vier Millionen wuchs, stand vor einem wirtschaftlichen Kollaps. Dieser konnte nur durch ausländische Kredite abgewehrt werden. Als Pariser Banken im Sommer 1914 der bulgarischen Regierung keine Kredite mehr einräumen wollten, gewährte ihn die Deutsche Diskonto-Gesellschaft. Das Geld wurde in die militärische Aufrüstung gesteckt.
Nach der Abkehr von der Triple Entente näherte sich Bulgarien dem Deutschen Kaiserreich an und nahm an der Seite der Mittelmächte am Ersten Weltkrieg teil. Am Vorabend des Ersten Weltkrieges hatten in Bulgarien bei allen wichtigen Parteien makedonische Bulgaren zentrale Posten inne. Sie bildeten, weder im Volk noch im Heer, keine geordnete politische Gruppe, aber sie hatten großen Einfluss und machten deutlich, dass sie mit allen Mitteln gegen eine Politik und ihre Träger vorgehen würden, die Makedoniens Vereinigung mit Bulgarien nicht als Hauptprogrammpunkt betrachteten. Zu Beginn des Krieges stammten allein 60 % des Offizierskorps der Armee aus Makedonien. Auch 40 % der Beamten und 37 % der Priester stammten aus Makedonien. Auch die Presse, die teilweise von aus Makedonien stammenden Emigranten wie Danail Kraptschew oder Andrei Ljaptschew dominiert wurde, schürte die aufgereizte innenpolitische Stimmung mit häufigen Berichten über die Zustände in Makedonien an. Die „makedonischen Kreise“ nutzten auch die sozialen Schwierigkeiten für ihre Vereinigungs-Propaganda. So wurde damals Makedonien für fast alle bulgarischen Parteien die zentrale Frage ihrer Politik, die nationale Lebensfrage schlechthin, ebenso für König, Kirche und Armee.

Vom Osmanischen Reich 1915 an Bulgarien abgetretenes Gebiet

Die Kriegsziele Bulgariens wurden im Bündnisvertrag des Deutschen Reiches mit Bulgarien vom 6. September 1915 festgehalten. Auf Drängen Deutschlands und Österreich Ungarns trat das Osmanische Reich in der Konvention von Sofia 6. September 1915 einen Grenzstreifen bei Adrianopel an Bulgarien ab, um es zum Kriegseintritt auf Seiten der Mittelmächte zu bewegen. Ein Geheimabkommen, das man zusätzlich zum Bündnisvertrag schloss, enthielt territoriale Vereinbarungen zur Vergrößerung Bulgariens: das Deutsche Reich garantierte Bulgarien den Erwerb und die Annexion des „serbischen Mazedonien“ und Altserbiens von der Mündung in die Donau bis zum Zusammenfluss der „serbischen“ und „bulgarischen Morawa“, über die Kämme von Crna Gora und Šar Planina bis zur bulgarischen Grenze von San Stefano. Im Falle eines rumänischen oder griechischen Kriegseintritts auf Seiten der Alliierten wurden dem neuen Verbündeten auch gleich Teile der Dobrudscha und „die durch den Bukarester Vertrag an Griechenland gefallen“ neuen Teile Griechenlands in Aussicht gestellt. Damit wollte sich Bulgarien für die Gebietsverluste vom Sommer 1913 revanchieren und zumindest einen Teil der Gebiete zurückholen, die man im Zweiten Balkankrieg verloren hatte. Mit der Rückgewinnung verlorener Territorien und Einflusszonen verfolgten Staat und Kirche bei Kriegseintritt dasselbe Ziel.
Frankreich versuchte vergebens, Bulgarien doch noch für einen Kriegsantritt auf der Seite der Entente zu bewegen: Finanziert von der Compagnie Financière de Paribas, sollte der französische Kaufmann Fernan de Closier fast die gesamte bulgarische Getreideernte des Jahres erwerben. Die Aktion flog jedoch auf und der bulgarische Ministerpräsident Wassil Radoslawow verstaatlichte die gesamte Ernte. Am 14. Oktober 1915 trat das Land an der Seite der Mittelmächte in den Weltkrieg ein.

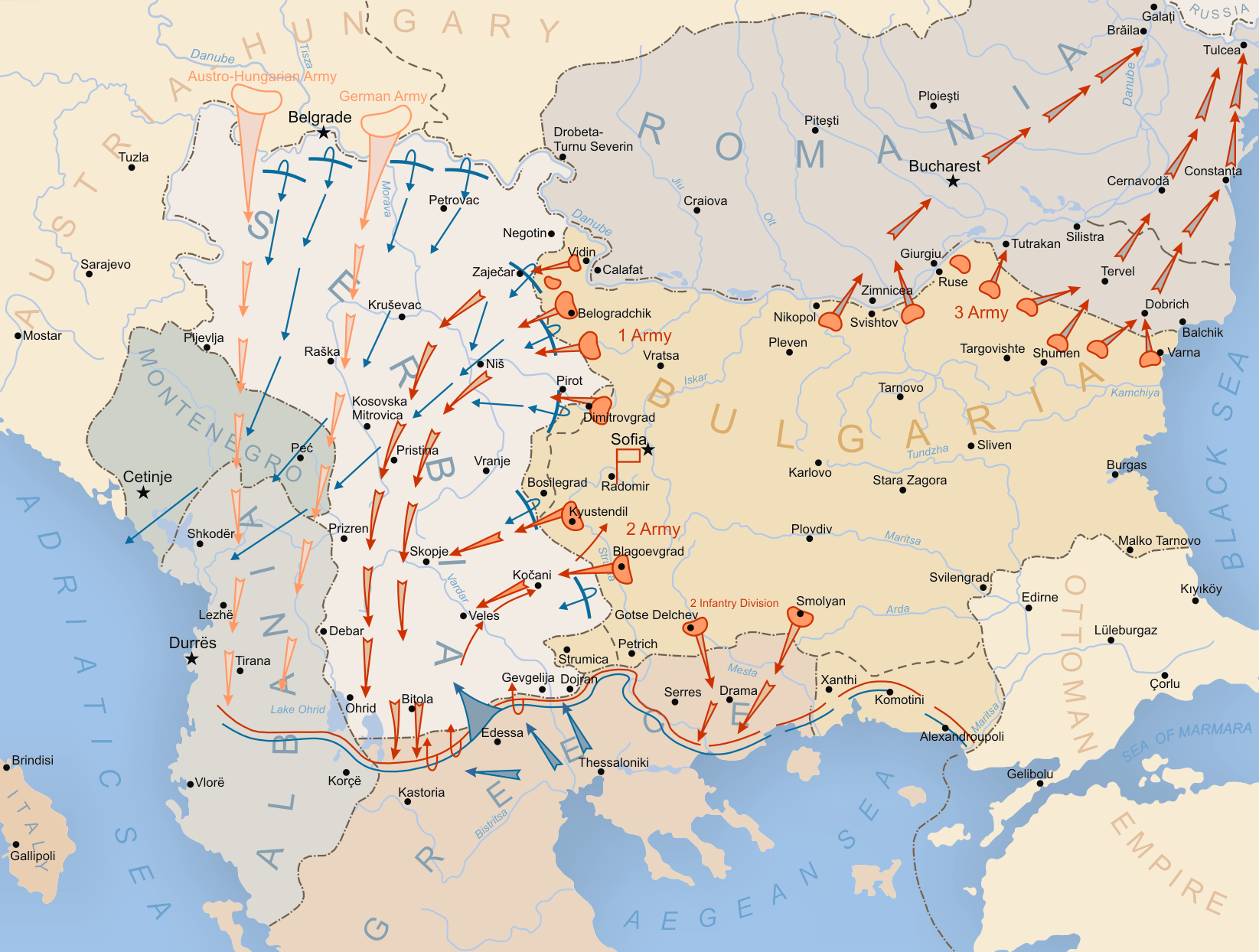
Militäroperationen der Mittelmächte 1915/16 im Ersten Weltkrieg am Balkan

Bulgarien besetzte 1916 zusammen mit den Verbündeten die Dobrudscha. Der Friede von Bukarest gab Bulgarien 1918 die Süddobrudscha sowie Teile der Norddobrudscha zurück. Die Besatzungsgebiete im Westen, Makedonien und die Morava-Region, wurden von den Bulgarischen Makedonisch-Adrianopeler Revolutionären Komitees (BMARK) verwaltet.
Bulgarien antwortete auf die rücksichtslose Serbisierung Mazedoniens nach dem zweiten Balkankrieg seinerseits mit einer gnadenlosen Bulgarisierungs-, Besatzungs- und Ausbeutungspolitik, auch in den besetzten Teilen Ostserbiens und des Kosovo. Ehemalige serbische Soldaten, Beamte, Lehrer, Ärzte oder Journalisten wurden interniert oder erschossen, weitere 46.000 Menschen als Zwangsarbeiter nach Bulgarien verschleppt. Serbische Namen, Sprache und Schrift wurden verboten, serbische Bücher verbrannt. Auch Muslime im bulgarischen Herrschaftsbereich wurden unterdrückt.
Ab dem 15. September 1918 brach der Widerstand der bulgarischen Armee nach einem Durchbruch der Alliierten an der Salonikifront komplett zusammen. Am 25. September 1918 bat die Regierung um Waffenstillstand; dieser wurde am 29. September in Thessaloniki unterzeichnet. Die „Maßlosigkeit“ Ferdinands, die die Entscheidung zugunsten der Mittelmächte entscheidend begünstigt hatte, hatte Bulgarien nach den Balkankriegen in eine zweite Katastrophe getrieben.
Im Ersten Weltkrieg verzeichneten die bulgarischen Streitkräfte über 100.000 Tote und über 140.000 Verwundete, bei einer Vorkriegsbevölkerung von rund 4,5 Millionen und einer Gesamtzahl von 1,2 Millionen Mobilisierten.

### Nach dem Ersten Weltkrieg

Im Frieden von Neuilly 1919 musste Bulgarien seinen Zugang zum Ägäischen Meer, den Landbereich Thrakien, zwischen den Flüssen Mesta und Mariza, mit dem Hafen Dedeagac (heute: Alexandroupolis) an die Alliierten abgeben. Diese übergaben es bei der Konferenz von Sanremo im April 1920 an Griechenland. Rumänien erhielt nun den südlichen Teil der Dobrudscha, die Gebiete um Caribrod, Bosilegrad und Strumiza gingen an das neu gegründete Königreich der Serben, Kroaten und Slowenen.
Damit war Bulgarien von der Realisierung seines nationalen Ideals wieder weit entfernt. Die traditionelle nationale Politik war in eine Sackgasse geraten und hatte mit der Feindschaft der Nachbarstaaten einen Trümmerhaufen hinterlassen. Die Folgen des Ersten Weltkriegs waren verheerend: Insgesamt verlor Bulgarien 8 % seiner Vorkriegsfläche oder rund 10.750 km². Außerdem sollte Bulgarien Reparationen in Höhe von 2,25 Milliarden Goldfranken zahlen. Der Betrag wurde 1923 auf 550 Millionen gesenkt und 1932 der Rest gestrichen. Die Verwaltung und Verteilung der Finanzen wurden von einer alliierten Kontrollkommission überwacht. Dazu kamen noch der Zustrom von mindestens 200.000 Flüchtlingen, wobei die Zahlenangaben dazu schwanken. Bis 1926 kamen sogar über 800.000 Flüchtlinge ins Land, vor allem aus Ostthrakien und der Dobrudscha, etwas über 100.000 kamen aus Vardar-Makedonien. Zur gleichen Zeit wurden 50.000 Griechen, meist von der Schwarzmeerküste und 1923–1945 rund 230.000 Türken aus Bulgarien vertrieben.
Dieses änderte die ethnische Zusammensetzung Bulgariens und verursachte erhebliche soziale Probleme. Das Land, das schon von den Balkankriegen mit Flüchtlingen überfüllt war, stand vor dem Kollaps. Ein Teil der Flüchtlinge konnte in den Gebieten der vertriebenen Griechen und Türken angesiedelt werden. In klösterlichem Besitz befindliche Ländereien wurden teilweise aufgelöst, um mit kleineren Landgütern Lebensgrundlage für viele zu schaffen. Viele Flüchtlinge lebten jedoch elend in Quartieren am Rande der großen Städte und überschwemmten den Arbeitsmarkt. Einige wanderten daraufhin in Übersee aus. Dies alles führte zu einer Reihe ausgedehnter Streiks – allein für das Jahr 1919 sind 150 bekannt.
Handel, Industrie und Landwirtschaft waren schwer beeinträchtigt. Die Landwirtschaft hatte kaum noch Saatgut. In der Industrie herrschte Mangel an Rohstoffen und Energie. Dem Handel fehlten die Transportmittel, die im Krieg eingesetzt und vernichtet worden waren. Die Preise stiegen enorm. Der unglückliche Ausgang des Krieges veranlasste den Zaren, am 3. Oktober 1918 zugunsten seines Sohnes Boris III. zurückzutreten. Dieser spielte in dem von Unruhen zerrissenen Land zunächst eine politisch untergeordnete Rolle, bis er 1935, ein Jahr nach dem Staatsstreich der Gruppe „Sweno“, die Macht als absolutistischer Monarch ergriff.

### Regierung des Bauernbundes (1919–1923)
Die soziale Not und politische Unzufriedenheit entlud sich in den Parlamentswahlen im August 1919, die zu einer Abrechnung mit dem gesamten bisherigen politischen Establishment wurden. Der Weltkrieg hatte die Bevölkerung und darunter besonders die Bauern politisiert und führte damit zu einer Erschütterung des bisherigen politischen Systems. Die Parteien versuchten die teilweise noch analphabetische Bevölkerung zu manipulieren, vertraten dabei die Interessen der Bevölkerung kaum angemessen. Trotz der üblichen halblegalen Wahlmanipulationen durch die Verwaltung, die durch Klientelismus („partizanstvo“) mit regierungsnahen Personen besetzt war, erreichten die alten Parteien zusammen weniger als 40 % der Stimmen, Sieger waren der Bulgarische Nationale Bauernbund unter Aleksandar Stambolijski (31 %), die Kommunisten (18 %), die in den städtischen Unterschichten Erfolge erzielten, und die Sozialdemokraten (13 %). Bei einer erneuten Wahl im März 1920 erhielt der Bauernbund sogar eine knappe Mehrheit der Sitze.
Die seit Oktober 1919 im Amt befindliche Regierung Stambolijski wollte Bulgarien außenpolitisch aus seiner internationalen Isolation herausführen, aber der einzige Erfolg in diese Richtung war die 1920 erfolgte Aufnahme Bulgariens in den Völkerbund. Mit seiner Absage an Revisionismus verärgerte er die alten Eliten des Landes, die am Bulgarien in den Grenzen von San Stefano festhielten, und das Militär. Die für den Anschluss Mazedoniens an Bulgarien kämpfende Innere Mazedonische Revolutionäre Organisation (IMRO), eine rechtsextreme terroristische Vereinigung, erklärte ihn zu ihrem Hauptfeind.
Innenpolitisch stützte sich Stambolijski auf die Bauern, die 80 Prozent der bulgarischen Bevölkerung bildeten. Er versuchte, sie und ihre politische Organisation zum entscheidenden Träger der politisch-demokratischen, wirtschaftlich-sozialen und geistig-kulturellen Entwicklung des Landes zu machen. Damit vertrat er die Interessen der bäuerlichen Mehrheit der Bevölkerung, was eine Demokratisierung der Politik Bulgariens darstellte, vernachlässigte jedoch die Städte und brach mit der noch immer mächtigen alten Elite der städtischen Oberschichten. Er setzte eine progressive Einkommensteuer sowie gewählte Richter durch, entideologisierte die Lehrpläne und reinigte die Lehrerschaft sowohl von extrem nationalistischen wie kommunistischen Vertretern. Er förderte Kooperativen der vielen kleinen Landwirte, um ihre Produktion effizienter zu machen. Sein Ziel war ein korporationistischer dritter Weg zwischen Kommunismus und Kapitalismus.
Mit dem Gesetz über die Arbeitspflicht vom 14. Juni 1920 wurde erstmals eine Art Arbeitsdienst eingerichtet. Männer über 20 und Frauen über 16 sollten zu Arbeiten in allen Zweigen der Volkswirtschaft für 12 bzw. 6 Monate herangezogen werden. Ausgenommen waren verheiratete und muslimische Frauen sowie jene Männer, die den freiwilligen 12-jährigen Wehrdienst ableisteten. Bei Naturkatastrophen und nationalem Notstand konnten Männer im Alter von 20 bis 50 Jahren bis zu vier Wochen dienstverpflichtet werden.
Das zentrale Projekt des Bauernbundes war jedoch die Bodenreform, die auf den Widerstand der Grundbesitzer stieß. In der Bodenreform wurde aller Grundbesitz über 30 Hektar aufgeteilt. Nach dem Grundsatz, dass das Land dem gehören sollte, der es bearbeitet, sollte eine Einzelperson einen Hektar, eine Familie zehn Hektar bewirtschaften. Tatsächlich wurden etwa sechs Prozent des bulgarischen Bodens enteignet und umverteilt. Nirgends in Südosteuropa war der Boden damit so egalitär unter die Besitzer verteilt wie hier.
Allerdings war Stambolijskis Innenpolitik radikaler als alles, was Bulgarien bis dahin gekannt hatte. Es gab eine Pressezensur und für Staatsbedienstete ein Verbot, an Demonstrationen teilzunehmen. Seine „Orange Garde“, eine aus Bauern geschaffene Miliz seiner Partei – Parteimilizen waren in Europa damals nicht unüblich – wurde zunehmend als Zeichen seiner „Schreckensherrschaft“ angesehen. Der Ton Stambolijskis gegen die angeblich moralisch verdorbenen Städte radikalisierte sich zunehmend. Aus seiner Skepsis gegenüber dem Parlamentarismus machte er, der sich als Vertreter von zwei Dritteln des Volkes sah, keinen Hehl.
Aus Misstrauen gegen die alte Elite benutzte er zudem selten den Verwaltungsapparat, sondern baute stattdessen seine Partei zu einer Art Parallelorganisation aus, was die Beamtenschaft gegen ihn aufbrachte. Auch die Korruption, die er an den alten Parteien heftig kritisiert hatte, setzte sich unter seiner Regierung unvermindert fort. Dennoch wurden viele seiner Reformen auch nach dem Ende der Regierung des Bauernbundes beibehalten.

### Putsch und Regierung der „Demokratischen Eintracht“ (1923–1926)
Die Politik des Bauernbundes hatte viele Gegner. In den Parlamentswahlen im Frühjahr 1923 gewann dennoch ohne Manipulationen der Bauernbund eine überwältigende Mehrheit, auch wenn die Einführung der Mehrheitswahl dazu beigetragen hatte. Daraufhin schlossen sich politische Kräfte aus Armee, Verwaltungsapparat, der IMRO und den alten Parteien zusammen zum Demokratischen Eintracht (bulgarisch Демократически сговор Demokratitscheski Sgowor). In der Nacht vom 8. auf den 9. Juni 1923 fand unter dem Kommando des Hauptmanns Iwan Walkow und des rechtsorientierten Politikers Professor Aleksandar Zankow ein Putsch gegen Stambolijski statt. König Boris III. wusste vermutlich davon, griff aber nicht ein, ebenso wenig die Kommunistische Partei. Die „Orange Garde“ wurde zerschlagen, Alexandar Stambolijski geriet am 14. Juni in Gefangenschaft und wurde schließlich grausam von Mitgliedern der IMRO ermordet. Mit ihm wurden viele Anhänger des Bauernbundes mit Unterstützung der IMRO ohne Urteil beseitigt. In Pirin-Makedonien, der Operationsbasis der IMRO für ihren Guerillakrieg im serbischen Vardar-Makedonien, wurde die IMRO zum „Staat im Staate“ und im Laufe der 1920er-Jahre zum „Staat über dem Staate“ in ganz Bulgarien.

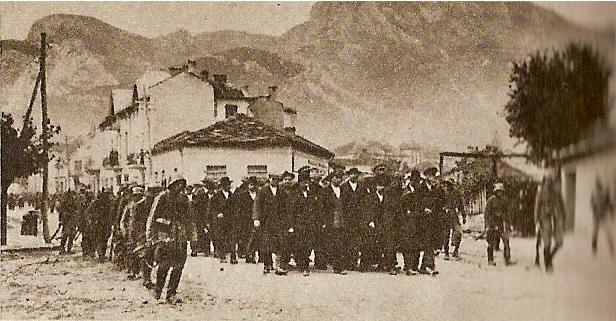
Gefangene nach dem Septemberaufstand 1923

Die neue rechtsgerichtete Regierung unter Aleksandar Zankow verfolgte auch die Kommunisten und ließ 2500 von ihnen am 12. September 1923 ins Gefängnis werfen. Obwohl Stambolijski auch gegen die Kommunisten vorgegangen war, und diese den Bauernbund lange als „bäuerliche Kleinbourgeoisie“ geschmäht hatte, verbündete sich die kommunistische Partei unter dem Druck Moskaus (genauer der Kommunistischen Internationale) mit Stambolijskis Anhängern und startete am 23. September einen Aufstand, um die „Fehler“ vom 9. Juni wiedergutzumachen. Führer dieses Aufstands waren Wassil Kolarow und Georgi Dimitroff. Diese verspätete Auflehnung wurde in nur wenigen Tagen mit mehr als 20.000 Opfern und einem Sieg der Armee blutig beendet. Die Kommunistische Partei wurde verboten.
Die Regierung formierte einen Block „Demokratische Eintracht“ (Demokraticeski sgovor), indem sie versuchte, aus allen Parteien Politiker an sich zu binden. Es sollte eine „Vereinigung verwandter Parteien“ entstehen. Kaum war das passiert, begann eine Differenzierung in die sogenannten Flügel („Stämme“). Der eine gruppierte sich um Zankow, die anderen folgten den gemäßigten Andrei Ljaptschew von den Demokraten und Atanas Burow von der Vereinigten Nationalprogressiven Partei, die ohne Abstriche den Parlamentarismus der Zeit vor 1918 erneuern wollte. Zankovs Regierung muss insgesamt als rechte autoritäre Herrschaft angesehen werden. Ihre Ziele waren die Bekämpfung von Neuerungen, die Steigung der Effektivität des Staates, wirtschaftliche Erholung und außenpolitische friedliche Revision des Vertrages von Neuilly.
Eine Wiederherstellung der öffentlichen Ordnung gelang der Regierung aber nicht, denn die Kommunisten verlegten nach in ihrem Kampf gegen das Regime nun auf Terror. Am aufsehenerregendsten war ein Bombenanschlag auf die Kathedrale Sweta Nedelja im April 1925, bei dem mehr als 150 Menschen ums Leben kamen. Zar Boris III., dem dieser Anschlag gegolten hatte, war zufälligerweise nicht anwesend. Daraufhin galt von April bis Oktober 1925 der Ausnahmezustand. Die bisherigen Sympathien für den Kommunismus wurden dadurch erheblich vermindert. Auch der seit 1923 oppositionelle Bauernbund erklärte seine Ablehnung des Terrors und der Komintern. Neben den Kommunisten terrorisierte auch die IMRO weiter das Land.
Außenpolitisch konnte die Regierung Zankow, genau wie vorher Stambolijski, keinen entscheidenden Durchbruch bei der Revision des Vertrages von Neuilly erreichen. Mit Griechenland wurde 1924 eine Minderheitenvereinbarung unterschrieben und mit der Türkei 1925 ein Friedens- und Freundschaftsvertrag geschlossen. Die Beziehungen mit Jugoslawien wurden durch verstärkte Bandentätigkeit der IMRO belastet. Die Hoffnungen auf eine Grenzrevision in Thrakien wurden auf der Konferenz von Lausanne enttäuscht.
Die wirtschaftliche Erholung blieb weit hinter den Erwartungen (und dem Bevölkerungswachstum) zurück. Man näherte sich nur allmählich wieder dem Vorkriegsniveau. Neue Felder und Weiden wurden erschlossen, Sümpfe trockengelegt, ertragreichere Pflanzen und neue Tierrassen eingeführt. Tabak, Baumwolle, Zuckerrüben und Sonnenblumen blieben die wichtigsten Ausfuhrgüter. In der Industrie taten sich neue Produktionszweige auf: Kautschuk, Glas und Porzellan. Ein weiteres Problem, das die inneren Unruhen verstärkte, war die Flüchtlingswelle aus der Dobrudscha, Mazedonien und Trakien mit über 250.000 Flüchtlingen in den Jahren 1919 bis 1925. Den für den Handel sehr wichtigen Zugang zur Ägäis, den Bulgarien nach Art. 48 des Vertrags von Neuilly-sur-Seine bekommen sollte, hatte es nie erhalten. Als schließlich die Gewährung der zur wirtschaftlichen Gesundung des Landes dringend benötigten Anleihen in London und Paris von einer innenpolitischen Stabilisierung Bulgariens abhängig gemacht wurde, musste Zankov zurücktreten. Das nächste Kapitel in der bulgarischen Geschichte wurde als „Die Zeit der wirklichen Demokratie“ bezeichnet.

### Regierung Ljaptschew, „Volksblock“ und Weltwirtschaftskrise (1926–1934)

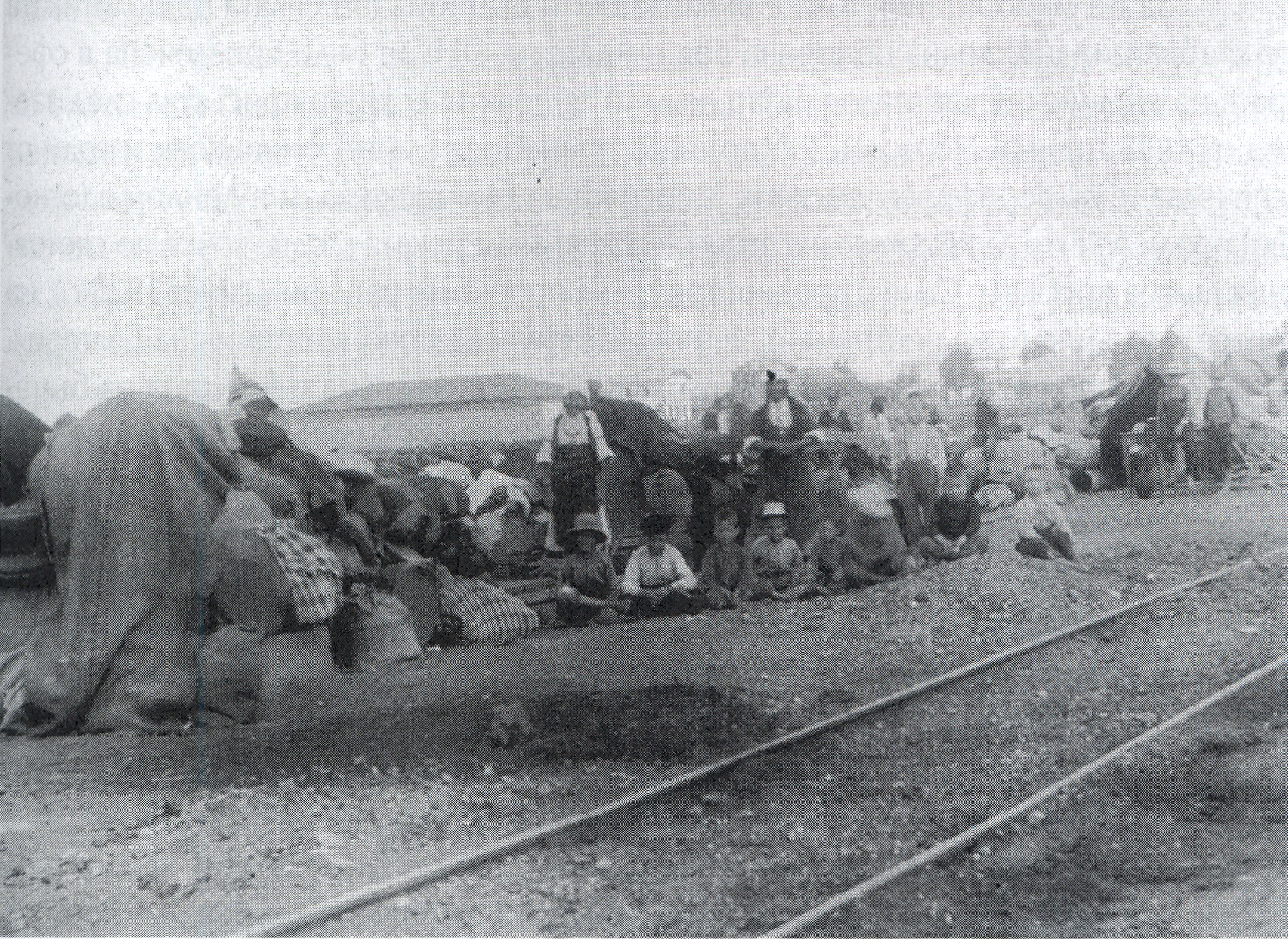
Bulgarische Flüchtlinge aus Westthrakien am Bahnhof Swilengrad

Am 4. Januar 1926 wurde der radikale Zankow durch die gemäßigten Andrei Ljaptschew und Atanas Burow abgelöst (bis 1931). Sie versuchten zu demokratischen Prinzipien zurückzufinden, indem sie die Bedeutung des Parlaments unterstrichen, Pressefreiheit und politische Diskussion forderten. Es fand im Februar 1926 eine umfassende Amnestie politischer Häftlinge statt. Die Kommunistische Partei und deren Organisationen, Arbeiterjugendbund und Gewerkschaften wurden ein Jahr später zugelassen. Mit der Durchführung von Kommunal-, Distrikts- und Parlamentswahlen 1926/27 hatte die Regierung die wesentlichen Liberalisierungserwartungen des In- und Auslands erfüllt. Dieser gemäßigte Kurs Ljaptschews wurde mit einer Flüchtlingsanleihe britischer und US-amerikanischer Banken in Höhe von 2,4 Millionen Pfund Sterling sowie 4,5 Mio. US-Dollar honoriert.
Am 31. Mai 1927 verließ die Interalliierte Kontrollkommission Bulgarien. Es folgte am 9. Dezember 1927 das Mollow-Kaphantaris-Abkommen mit Griechenland über die Aussiedlung von Bulgaren aus Westthrakien. Dies brachte eine neue Flüchtlingswelle nach Bulgarien und führte zu neuerlichen Versorgungsproblemen. In seiner Außenpolitik dokumentierte Ljaptschew die friedlichen Absichten Bulgariens am 14. November 1928 durch den Beitritt zum Briand-Kellogg-Pakt. Am 20. Januar 1930 wurde im Rahmen der Haager Schlussakte die Reparationssumme von 2,25 Milliarden Goldfranken auf den immer noch nicht zu leistenden Betrag von 171,6 Millionen Goldfranken reduziert.

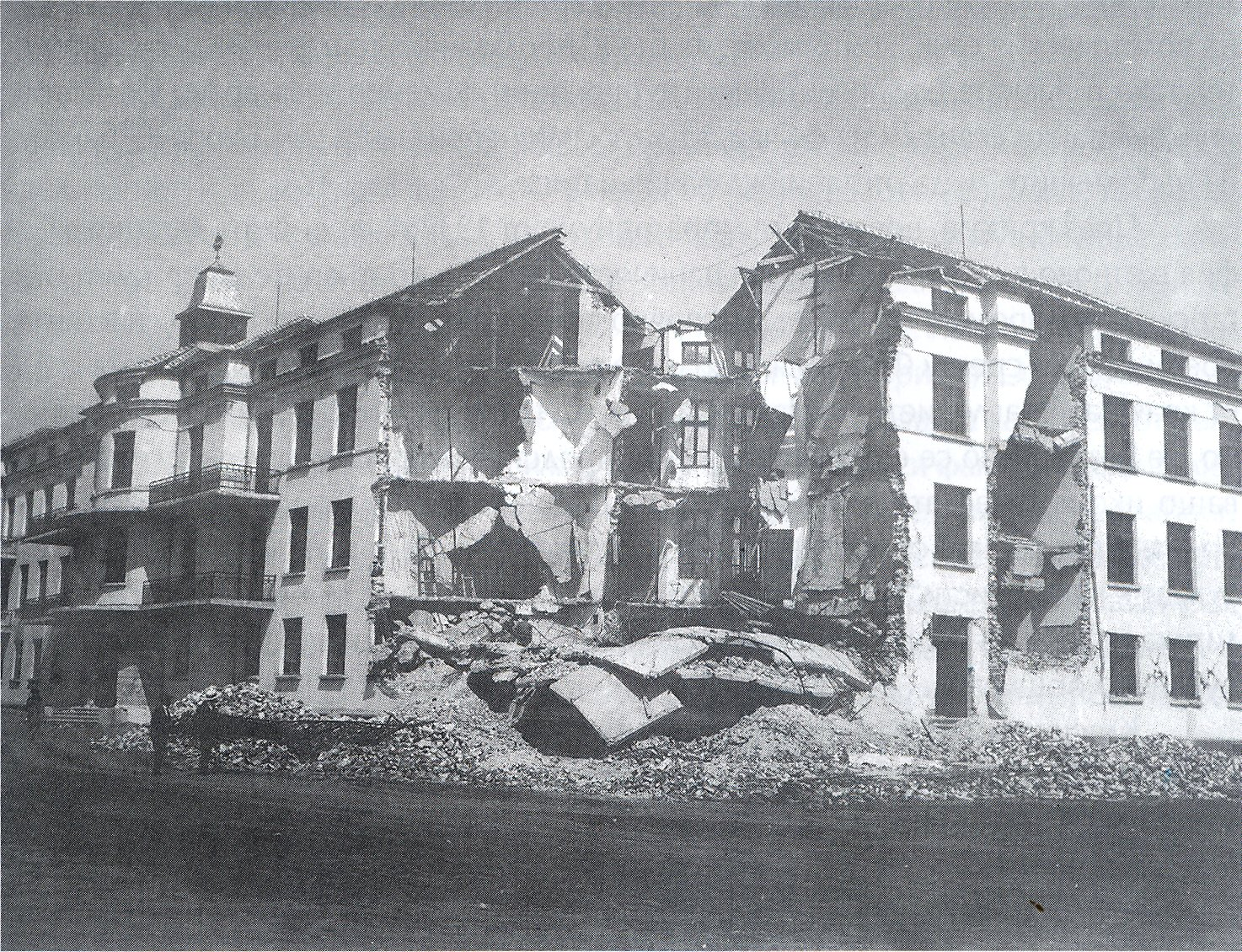
Das Katholische Krankenhaus in Plowdiw nach dem Tschirpan-Erdbeben (1928)

Am 14. April 1928, Karsamstag wurde Bulgarien von einem schweren Erdbeben heimgesucht. Das Zentrum befand sich 8 km nördlich von Tschirpan in der thrakischen Ebene.
Die Weltwirtschaftskrise äußerte sich in Bulgarien zunächst als Agrarkrise, die zu einer Preissenkung landwirtschaftlicher Produkte führte, die tief unter dem Rentabilitätswert für die Landwirte lag. Eine gewisse Rolle spielte auch die Agrarreform von 1921 unter Stambolijski sowie die Versäumnisse bei den agrartechnischen Innovationen. Die Industrieproduktion ging um die Hälfte zurück. Die Zahl der Arbeitslosen stieg auf 200.000. Die Krise verursachte allgemeine Unzufriedenheit, die sich gegen die konservative Regierung richtete. So gelangte durch die relativ freien Wahlen vom 21. Juni 1931 der oppositionelle „Volksblock“ an die Macht. Er war eine Koalitionsregierung aus Demokraten, Liberalen und gemäßigten Agrariern, zunächst unter der Führung von Aleksandar Malinow, und ab 12. Oktober 1931 von Nikola Muschanow. Die Regierung enttäuschte die in sie gesetzten Hoffnungen durch innere Zerstrittenheit, fortgesetzte Korruption und Erfolglosigkeit bei der Bekämpfung der Wirtschaftskrise. Sie musste sogar nach Ablauf des Hoover-Moratoriums (Juli 1931 bis Juli 1932) den Zinsendienst für Auslandsschulden einstellen. In der Öffentlichkeit wurde ihr Scheitern auch als Scheitern der Demokratie gesehen.
Außenpolitisch gelang auch diesen Regierungen kein Fortschritt. Das zeigte sich 1934 im Abschluss des Balkanpaktes zwischen der Türkei, Griechenland, Jugoslawien und Rumänien. Er richtete sich in Artikel 8 ausdrücklich gegen die bulgarischen Revisionsbestrebungen und bekräftigte dadurch die Isolierung Bulgariens.

### Putsch und Königsdiktatur (1934–1944)
Am 19. Mai 1934 putschten Mitglieder der Militärliga und der kleinen Gruppe „Sweno“ (Kettenglied) gegen die sichtbar an der Umsetzung ihrer Ziele gescheiterte Regierung. Die Demokratie wurde beseitigt, eine autokratische Königsdiktatur eingeführt, eine Ideologie hatte diese jedoch nicht.
Die Regierung von Kimon Georgiew sorgte in kurzer Zeit für tiefgreifende Änderungen und setzte Teile der seit 1879 gültigen Verfassung von Tarnowo außer Kraft. Vor allem wurden große Sparmaßnahmen in der Verwaltung durchgeführt. Die Zahl der Gemeinden wurde von 2.500 auf 800 verringert und der Beamtenapparat verkleinert. Am 30. Mai 1934 löste sich das „Sweno“ selbst auf, um das Vorgehen der Regierung Kimon Georgiew gegen die anderen Parteien zu erleichtern, die sämtlich verboten wurden. Am 12. Juni 1934 wurden das Parlament, die Parteien und sonstige Organisationen (darunter die Flüchtlingsorganisationen VMRO und VTRO sowie faschistische wie die Volkssoziale Bewegung (VSU), der Bund der Bulgarischen Nationalen Legionen oder die Union des vaterländischen Schutzes) aufgelöst und die Pressezensur eingeführt. Die lokale Selbstverwaltung wurde durch eine zentrale Administration ersetzt. Die autonomen, parteilich orientierten Gewerkschaften gerieten unter staatliche Kontrolle.
Die neue Führung fand Zustimmung in NS-Deutschland und Italien, während England und Frankreich Kritik übten. Die ersten außenpolitischen Schritte gingen in Richtung Jugoslawien. Die teils gewaltsame Auflösung der IMRO in den ersten Tagen nach dem Putsch wirkte sich positiv auf die Beziehungen zu Jugoslawien aus und konnte mit Belgrad am 24. Mai 1934 ein Handelsvertrag (seit 30 Jahren war kein Vertrag mit Jugoslawien mehr geschlossen worden) unterzeichnet werden. Ein anderer Punkt war die Herstellung diplomatischer Beziehungen zwischen der Sowjetunion und Bulgarien. Es wurden eine gemeinsame Handelskammer und eine bulgarisch-sowjetische Gesellschaft gegründet.
Trotz vielversprechender Ansätze in der Außen-, Innen- und Wirtschaftspolitik gelang es den Putschisten nicht, die bisher bestimmenden politischen Kräfte zu integrieren. Sie blieben isoliert. Am 22. Januar 1935 musste Kimon Georgiew sein Amt aufgeben. In den folgenden Monaten wurde der Militärbund schrittweise entmachtet und am 3. März 1936 aufgelöst. Gestützt auf royalistische Offiziere erlangte nun Zar Boris III. die volle Macht.
Die folgenden Jahre standen im Zeichen der Stabilisierung der Königsdiktatur, der Bekräftigung einer unabhängigen Außenpolitik und einer verstärkten wirtschaftlichen Kooperation mit Deutschland. Im Unterschied zu anderen im Europa der 1930er-Jahre entstandenen diktatorischen Regime hielt das bulgarische an vergleichsweise vielen demokratischen Elementen fest. Zar Boris III. setzte die 1934 weitgehend aufgehobene Verfassung wieder in Kraft. Rechtsradikale Organisationen wurden aufgelöst. Um weiteren Putschversuchen vorzubeugen, wurde das Militär „entpolitisiert“ und damit als politischer Faktor ausgeschaltet. Im März 1937 wurden Kommunalwahlen abgehalten, im Jahr darauf im März 1938 wurde sogar wieder ein Parlament gewählt, auch wenn die Wahlen durch rigide Vorgaben verzerrt wurden. Schrittweise wurde das Frauenwahlrecht eingeführt, zunächst für verheiratete Frauen bei den Kommunalwahlen, dann für die Parlamentswahl auch für Geschiedene und Witwen. Erst im Oktober 1944 erhielten die bulgarischen Frauen das allgemeine aktive und passive Wahlrecht.
An der Spitze der Regierung stand bis November 1935 Andrei Toschew und danach bis zum 15. Februar 1940 Georgi Kjosseiwanow, der ein Vertrauter des Zaren war. In seiner Amtszeit bildete Kjosseiwanow die Regierung achtmal um, ein Indiz für das Fehlen einer leitenden Idee und einer die Regierung tragenden politischen Kraft. Der Staat stützte sich nicht auf bestimmte Parteien, sondern vereinigte Elemente von Parlamentarismus und Königsdiktatur.
Im März 1937 ließ Kjoseiwanow Kommunalwahlen, ein Jahr später Parlamentswahlen durchführen, bei denen die Kandidaten bei fortbestehendem Parteienverbot nicht als Repräsentanten von Parteien, sondern lediglich als Einzelpersonen auftreten durften. Auch die Regierung organisierte ihre Anhänger nicht in einer festen Partei. Bei der Parlamentseröffnung im Mai 1938 erklärten sich von 170 Abgeordneten 106 für die Regierung und 64 gegen sie.
In ihrer Außenpolitik versuchte die Regierung eine Aufhebung der Neuillyer Militärklauseln. Sie erreichte am 31. Juli 1938 ein Abkommen mit Griechenland über die Aufhebung der Rüstungsbeschränkungen und die Erlaubnis zur Wiederbesetzung der entmilitarisieren Zone an der thrakischen Grenze. Ein Jahr zuvor, am 24. Januar 1937, war der bulgarisch-jugoslawische Freundschafts- und Nichtangriffspakt ratifiziert worden.
Auf handelspolitischem Gebiet war Bulgarien sehr von Deutschland abhängig. Der bulgarische Export nach Deutschland betrug im Jahr 1937 47,1 % und stieg auf 58,9 % im Jahr 1938 und 1939 auf 67,8 % der bulgarischen Gesamtausfuhr. Der Import stieg von 58,2 % im Jahr 1937 und 52,0 % im Jahr 1938 auf 65,5 % der bulgarischen Gesamteinfuhr. Das Gesamtvolumen des bulgarischen Handels mit Deutschland war 1930 rund 2,5 Milliarden Lewa und stieg 1939 bis auf Dreifache, nämlich rd. 7,5 Milliarden Lewa, mit einer positiven Handelsbilanz für Bulgarien. In den Kriegsjahren 1941–1944 erreichte Deutschland sogar einen Anteil von 79 % des Imports und 73 % des Exports Bulgariens. Obwohl Bulgarien so sehr wirtschaftlich von Deutschland abhängig war, wurde eine engere politische Bindung an Deutschland von Boris III. vermieden.
Die politische und staatliche, wirtschaftliche und soziale, rechtliche und kulturelle Entwicklung Bulgariens zwischen dem Ende des Ersten und dem Beginn des Zweiten Weltkrieges bewegte sich zwischen gescheiterten Versuchen, eine demokratisch-parlamentarische Ordnung herzustellen, und mehrfachen Katastrophen, Umbrüchen und Staatsstreichen, als deren Folge sich verschiedene Formen von Diktatur herausbildeten.
Außenpolitisch befand sich Bulgarien 1919–1934 in weitgehender Isolierung, weil es Revisionsforderungen gegenüber allen Nachbarländern mit Ausnahme der Türkei hatte. Allerdings betrieben die bulgarischen Regierungen in diesem Zeitraum keine einheitliche revisionistische Außenpolitik. Die Regierung von Stambolijski wollte eine großsüdslawische Föderation von Staaten schaffen. Die bulgarische Politik der 1930er-Jahre sah sich vor drei Aufgaben gestellt: Es galt, die außenpolitische Isolation zu überwinden, durch Verständigung mit den Nachbarn und mit Billigung der Großmächte den Vertrag von Neuilly zu revidieren und die verlorenen Gebiete wiederzugewinnen.
Aber die Gebietsverluste hatten Spannungen und Probleme mit Griechenland, Jugoslawien und Rumänien gebracht, die sich nur sehr schwer mindern ließen. Die mazedonische Frage bildete, durch die ständigen Attentate, ein kaum lösbares Dauerproblem. Von geringerem Gewicht war die Bulgarien von Rumänien trennende Dobrudschafrage. Innenpolitisch und wirtschaftlich hat sich die Lage in diesen Jahren nicht sehr verändert. Da es in Bulgarien keine große soziale Differenzierung gab, weder einen grundbesitzenden Adel noch ein Besitzbürgertum größeren Umfangs, spielten wie in den Jahren der Staatsbildung Offizierskorps und Beamtenschaft eine entscheidende Rolle.
Das völlige Überwiegen der Landbevölkerung änderte sich bis Ende des Zweiten Weltkriegs nur gering. So betrug im Jahre 1900 der Anteil der Landbevölkerung 80,2 % und im Jahre 1934 78,5 %.

### Bulgarien und der Zweite Weltkrieg

#### Neutralitätspolitik des Zaren
Nach dem Militärputsch vom 19. Mai 1934 und der Auflösung der politischen Parteien entstand eine autoritäre Regierung unter Zar Boris III. Dennoch stand dem Zaren ein starkes Parlament gegenüber, das in den folgenden Jahren zu wichtigen innen- und außenpolitischen Fragen immer wieder Stellung bezog. Dazu war die bulgarische Armee nach dem verlorenen Ersten Weltkrieg unterfinanziert, schlecht ausgerüstet und gegenüber der Armeen der Nachbarstaaten in der Unterzahl. So definierte Bulgarien bereits im April 1939 mit einer speziellen Direktive die außenpolitischen Schwerpunkte und legte dabei fest, dass außenpolitische Ziele wie die Anpassung des Friedensvertrag von Neuilly nur mit diplomatischen Mitteln zu verfolgen sind. So versuchte Bulgarien mit Ausbruch des Zweiten Weltkrieges so lange wie möglich Neutralität zu wahren und gab deshalb am 15. September 1939, zwei Wochen nach Kriegsausbruch, eine Neutralitätserklärung ab. Mit der Sowjetunion wurden zwei Schifffahrtverträge (11. Dezember 1939 und 5. Januar 1940) unterzeichnet. Einen von Moskau angebotenen Pakt über wechselseitige Unterstützung lehnte die rechtsgerichtete Regierung Bogdan Filow (Februar 1940 bis September 1943) ab, da sie eine allzu große Einflussnahme auf die inneren Verhältnisse und eine „Sowjetisierung“ befürchtete.
Der Balkanstaat sah sich aber 1940 sowohl durch die Sowjetunion als auch durch die Türkei bedroht. Griechenland selbst hatte Pläne, falls Bulgarien nicht auf Seiten der Griechen stünde, den Südteil zu besetzen. Der griechische Generalstabschef General Papagos forderte am 13. März 1940 schriftlich ein Bündnis zwischen Bulgarien und Griechenland, andernfalls sei Bulgarien zu neutralisieren und dafür zu besetzen. Für den Fall der Neutralität oder Gegnerschaft drohte er aus verkehrstechnischen, operativen Gründen und der Einsparung von Streitkräften (Grenzsicherung) die Besetzung an. Derart auf dem Balkan isoliert, näherte sich Bulgarien den Achsenmächten an. Durch den Vertrag von Craiova vom 7. September 1940 erhielt es auf italienischen und deutschen Druck den südlichen Teil der Dobrudscha von Rumänien zurück. Diese Gebietsänderung wurde nach dem Ende des Krieges nicht rückgängig gemacht.
Am 18. November 1940 kam Zar Boris III. nach Berlin. In seinem Staat überschnitten sich, schon wegen seiner geographischen Lage, deutsche und sowjetische Interessen. Einen Beitritt zum Dreimächtepakt hatte der König bereits zweimal, am 22. Oktober und am 17. November des Jahres, abgelehnt. Am 25. November lehnte Bulgarien einen Freundschaftsvertrag mit der Sowjetunion ab, der die Stationierung von Teilen der sowjetischen Schwarzmeerflotte in Bulgarien vorsah.

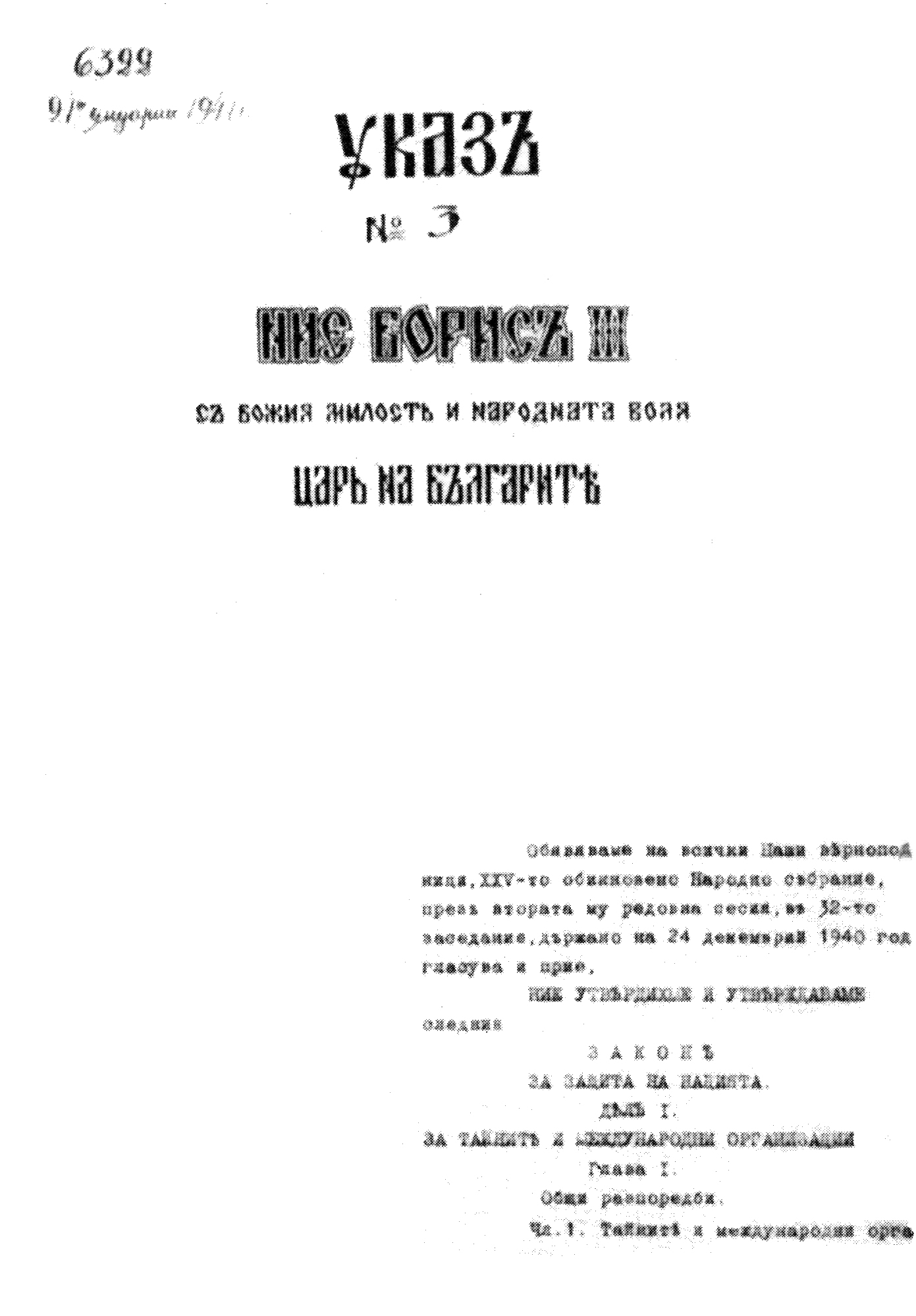
Antijüdisches Gesetz zum Schutz der Nation

Bulgarien veröffentlichte auf Betreiben des Innenministers Petar Gabrowski das antijüdische Gesetz zum Schutz der Nation am 23. Januar 1941. Eine direkte Einflussnahme des Deutschen Reiches lässt sich hierbei nicht nachweisen. Zunächst wurden nur die Bestimmungen bezüglich jüdischen Eigentums und Vermögen aus dem Gesetz konsequent angewendet.
Am 22./23. Januar 1941 kam es zu einer Besprechung zwischen Generalfeldmarschall Wilhelm List mit seinem Chef des Generalstabes, General Hans von Greiffenberg, und einer bulgarischen Generalstabsdelegation unter General Boydeff in Predeal in Rumänien. Die bulgarische Regierung sah sich zu dieser Zeit dem Druck NS-Deutschlands ausgesetzt, war andererseits aber auch nicht in der Lage, das Land vor möglichen Angriffen der Sowjetunion, der Türkei oder Griechenlands zu schützen. Demnach wurden der Zar und die Regierung überzeugt, auf militärische Hilfe NS-Deutschlands angewiesen zu sein, woraufhin deutsche Truppen im Land stationiert werden sollten, um unter anderem Luftverteidigungsaufgaben zu übernehmen. Sobald dies gewährleistet sei, erklärte sich Bulgarien bereit, dem Dreimächtepakt beizutreten. Den gleichen Eindruck gewann der Diplomat Herbert von Richthofen am 23. Januar 1941 bei den Besprechungen mit der Führung der bulgarischen Luftwaffe. Am 17. Februar 1941 wurde auch ein bulgarisch-türkischer Freundschafts- und Nichtangriffspakt unterschrieben.
Angesichts des bevorstehenden Beitritts Bulgariens an der Seite der Achsenmächte und den Aufforderungen der Alliierten, sich den Deutschen entgegenzustellen, beschrieb Danail Kraptschew die damalige allgemeine Volksstimmung in der Zeitung Zora:

„Wieso stoppt ihr sie nicht? Wieso habt ihr sie nicht gestoppt, als sie in Österreich einmarschierten? Wieso gabt ihr ihnen in München mit dem Einmarsch in der Tschechoslowakei Recht? Wieso habt ihr sie nicht gestoppt, als sie Polen überfallen haben? Wieso habt ihr sie nicht gestoppt, als sie Paris eingenommen haben? … 1919 habt ihr uns die Waffen genommen – womit sollen wir jetzt kämpfen? … Im Vertrag von Neuilly-sur-Seine habt ihr unsere Zerrissenheit nur bekräftigt und erweitert … Sollen wir für die von euch festgelegten Grenzen von Neuilly-sur-Seine kämpfen?“

#### Auf der Seite der Achsenmächte

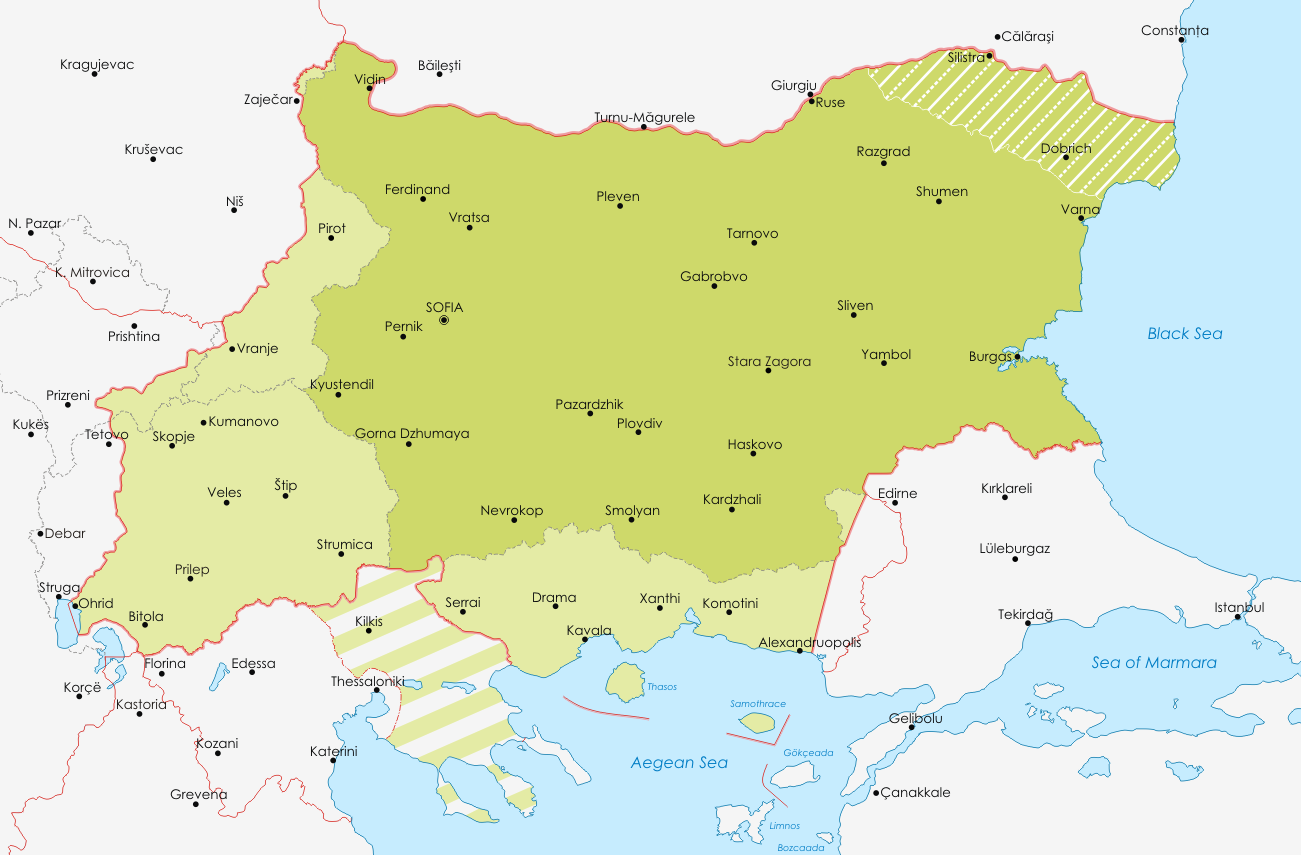
Gebietserwerbungen Bulgariens während des Zweiten Weltkriegs

Administrative Gliederung Bulgariens während des Zweiten Weltkriegs

Am 28. Februar 1941 rückten deutsche Truppen der Wehrmacht von Rumänien aus bei Giurgiu südlich von Bukarest über die Donau in Bulgarien ein. Zur gleichen Zeit überschritten in der Dobrudscha bereitgestellte deutsche Truppen die bulgarische Grenze Richtung Warna. Am 1. März unterzeichnete der bulgarische Ministerpräsident Bogdan Filow in Wien die Erklärung des Beitritts zu den Achsenmächten. Das Dokument enthält keine territoriale Klauseln oder Zugeständnisse gegenüber Bulgarien als Gegenleistung. Die Sowjetunion reagierte heftig auf die Mitteilung, Bulgarien sei dem „Dreimächtepakt“ beigetreten, und nannte die Besetzung Bulgariens eine Bedrohung ihrer eigenen Sicherheit. Großbritannien und Frankreich erklärten noch am selben Tag Bulgarien den Krieg. Bulgarien behielt jedoch als einziges Land der Achsenmächte die Neutralitätspolitik gegenüber der Sowjetunion und die vollständigen diplomatischen Beziehungen mit ihr bis zum 5. September 1944 bei, als die Sowjetunion Bulgarien den Krieg erklärte.
Als der Jugoslawische Putsch vom März 1941 den Balkanfeldzug der Wehrmacht nach sich zog, ordnete Hitler während der Wiener Verhandlungen (20.–22. April 1941) die Überlassung der Verwaltung großer Teile Westthrakiens und Makedoniens sowie das Pomoravije an Bulgarien an. So überquerten auf Basis der Klodius-Popow-Vereinbarung bulgarischen Truppen ab Ende April die Grenze, unterstanden vor Ort aber den Befehlen der Wehrmacht. Bei ihrem Vormarsch wurde die bulgarische Armee von der Mehrheit der Bevölkerung freundlich und vielerorts auch als Befreier empfangen und konnte sogar aus der lokalen Bevölkerung rekrutieren, die in bestimmten Bataillonen 40–60 Prozent der Soldaten ausmachten. Bis zu ein Drittel des bulgarischen Staatshaushalts in den nächsten Jahren floss für Infrastrukturprojekte und weitere Investitionen in Makedonien.
Vor Juni 1941 und dem deutsch-türkischen Freundschaftsvertrag erlaubten die Deutschen keine bulgarische Zivilverwaltung in Westthrakien, auch um die Türkei von Gegenmaßnahmen abzuhalten. Seit dem Ersten Weltkrieg, als Bulgarien Westthrakien verlor, änderte sich die Demographie der Region durch den Bevölkerungsaustauschvertrag zwischen Griechenland und der Türkei von 1921. So siedelten sich viele Griechen aus Ostthrakien aus der Türkischen Republik in der Region anstelle der Türken an. Nach der bulgarischen Volkszählung von 1941 war die bulgarische Bevölkerung in diesem Gebiet bereits unter 10 Prozent. Bis August 1941 gab es getrennte griechische, deutsche und bulgarische Besatzungszonen, wobei die Deutschen ebenfalls die Grenze zur Türkei kontrollierten. Danach wurde jedoch der Druck auf die türkischen Bewohner in der bulgarischen Besatzungszone der Region verstärkt, auszuwandern. Die meisten Dörfer wurden der Diözese von Newrokop der bulgarischen Kirche zugeordnet. Das bulgarische Schulsystem wurde im September 1941 eingeführt und am Ende des Jahres 1942 wurden 200 neue Grundschulen und 34 Turnhallen allein für ethnische Bulgaren errichtet; Türken und Griechen hatten getrennte Schulen und trotz Protesten muslimischer Lehrer wurden Kinder der Pomaken in bulgarische Schulen geschickt, die nach christlich-orthodoxen Grundsätzen organisiert waren.
Ende September 1941 konnten griechische Kommunisten den Drama-Aufstand organisieren. Dieser wurde von bulgarischer Miliz und Gendarmerie mit bis zu 3000 Toten blutig niedergeschlagen. Am 7. Dezember 1941, nach dem Angriff auf Pearl Harbor erklärte Bulgarien Großbritannien und den USA den Krieg – jedoch nicht der Sowjetunion. Im Gegenzug erklärten Kanada, Australien und Neuseeland Bulgarien den Krieg. Dennoch war Bulgarien vom Krieg bis zum Oktober 1943 kaum in Mitleidenschaft gezogen. So weigerten sich die Kommunisten der besetzten jugoslawischen Gebiete, die Bulgaren als Besatzer zu definieren. Sie gliederten unter ihrem Anführer Metodi Schatorow die Strukturen in der Kommunistischen Partei Bulgariens anstatt wie vom Komintern gefordert in der von Jugoslawien ein. Zusätzlich weigerten sie sich, den bewaffneten Kampf gegen die bulgarische Administration aufzunehmen. Dieses und die fehlende Unterstützung in der Lokalbevölkerung wird auch als einer der Gründe gesehen, wieso die mazedonischen Kommunisten erst durch die Gründung des unter Titos stehenden Bund der Kommunisten Mazedoniens 1943 und vor allem durch die Einsetzung von meist serbischen Partisanen erst ab Anfang 1944 merkbaren Widerstand in der Region aufbauen konnten. Auch in den Gebieten Vorkriegsbulgariens besaßen einheimische Partisanengruppen lange Zeit keine Verankerung in der Bevölkerung.
Auch die bulgarische kommunistische Partei (BKP) sah sich, trotz klarer Direktiven vom Komintern, nicht im Stande, einen breitangelegten Widerstand zu organisieren und somit blieb Bulgarien von einem Bürgerkrieg verschont. Die Situation änderte sich vor allem nach der Teheran-Konferenz, als die bulgarischen Gebiete gezielten massiven anglo-amerikanischen Bombardierungen ausgesetzt waren. Am 10. Januar 1944 starben bei der Bombardierung von Sofia 750 Menschen, am 24. Januar 1944 in Wraza 124 Personen. Anfang September 1944 siegte das bulgarische Militär im Kampf um Milewi skali gegen ca. 200 Partisanen der BKP in einer der größeren Schlachten.
Auf dem Gebiet des Vorkriegsbulgariens lebten 1943 etwa 60.000 Juden, fast die Hälfte von ihnen in Sofia. In den annektierten Gebieten Thrakiens und Makedoniens lebten etwa 12.000 Juden, die meisten griechischer oder jugoslawischer Staatsangehörigkeit. Dabei ist jedoch strittig, inwiefern es sich bei den Neuen Gebieten um eine bulgarische Besatzung, befreiten Gebiete, bulgarische Annexion, eine Zone unter bulgarische Administration oder eine bulgarische Administration von deutschen Gebieten handelte. Die zuständigen deutschen Behörden erkannten nur die bulgarische Militärverwaltung an, nicht aber die Zivilverwaltung. So waren deutsche Truppen und SS-Verbände während der gesamten Zeit des Weltkrieges in Makedonien präsent und griffen teilweise in Entscheidungen der bulgarischen Administration ein. Auch die örtliche Polizei unterstand in Bezug auf die Judenfrage dem Befehl des deutschen Militärs sowie weitere deutsche Administration vor Ort und musste deren Anweisungen zur Deportation strikt befolgen.
Von Januar bis September 1943 war der SS-Führer Theodor Dannecker als „Judenberater“ der deutschen Botschaft in Sofia für die Deportation bulgarischer Juden verantwortlich. In dieser Zeit fällt auch die Vernichtung der jüdischen Gemeinde im von den deutschen Truppen verwalteten Thessaloniki (siehe Holocaust in Nordgriechenland). Zusammen mit dem im August 1942 ernannten „Kommissar für Judenfragen“ Aleksandar Belew erarbeitete Dannecker ein Abkommen mit einem Plan, nach dem zunächst 20.000 Juden deportiert werden sollten. Zunächst vereinbaren sie die Deportation von 8.000 Juden aus besetzten Gebieten Jugoslawiens und 6.000 Juden aus Westthrakien, da die dortige jüdische Minderheit als Hindernis für die Bulgarisierungspläne angesehen wurden. Im März 1943 lieferte Bulgarien die Juden aus den okkupierten Territorien zur Deportation aus. Dokumenten aus den Eichmann-Prozess belegen, dass die Deportationen auf direkten Befehl von SS-Hauptsturmführer Dannecker an die lokalen deutschen Kräfte vor Ort erfolgten. Etwa 4000 wurden aus Westthrakien, weitere 7100 Personen, darunter 2000 Kinder, aus der Vardarska Banovina und 158 aus Pirot ins Vernichtungslager Treblinka deportiert. Nur 196 von ihnen überlebten. Weitere ca. 100 Juden aus Westthrakien, die sich auf dem Territorium des Vorkriegsbulgariens befanden, konnten gerettet werden. Zeitgleich wurden von Bulgarien mehr als 12.000 Nansen-Pässe für Juden aus Europa erstellt.

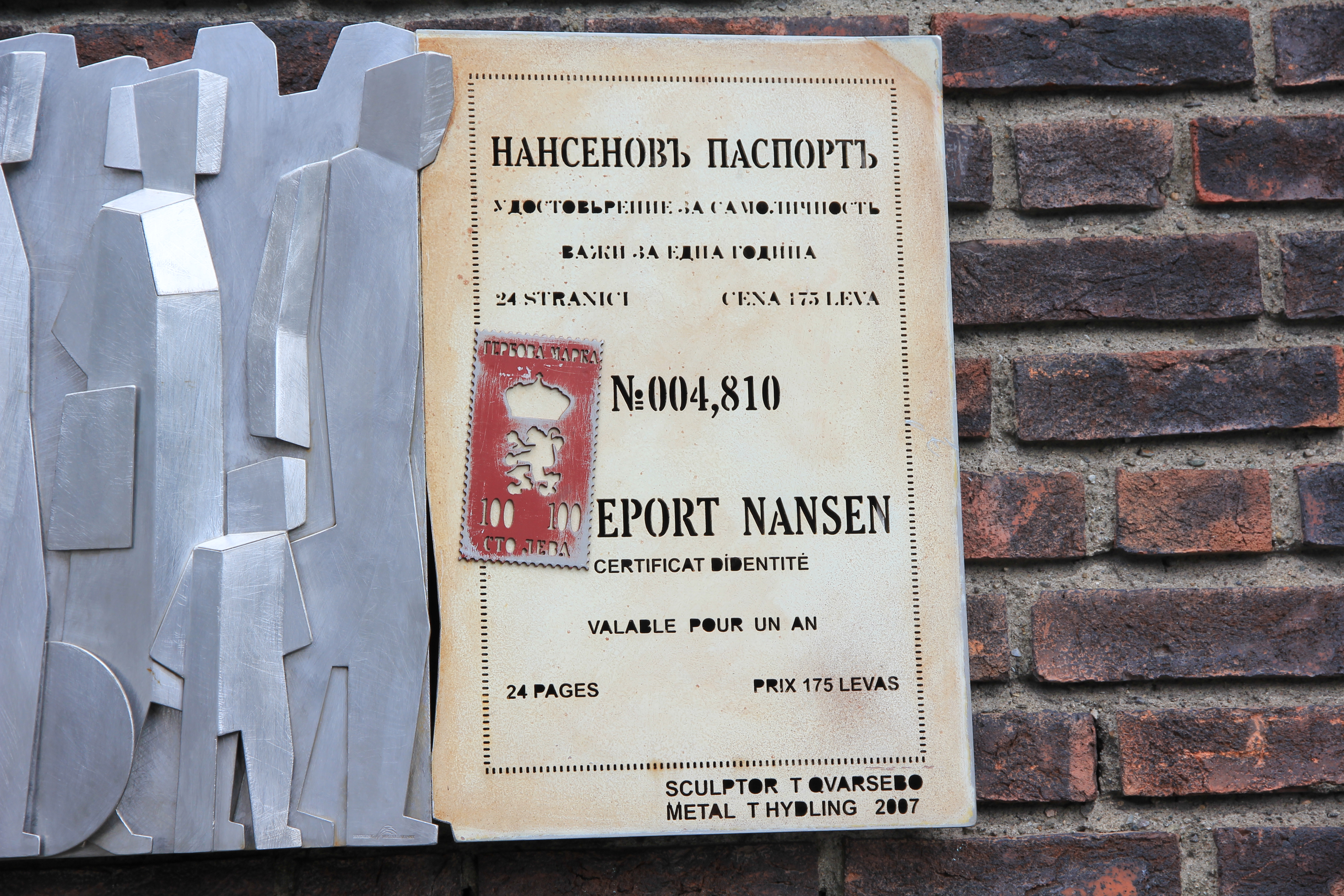
Eine Gedenktafel am Rathaus Oslo zeigt einen von Bulgarien erstellten Nansen-Pass und erinnert an Nansen

Insgesamt wurden zwischen 11.343 und 11.459 Juden aus den Neuen-Gebieten deportiert. Der Minister für Propaganda Dimo Kassassow in der Regierung von Kimon Georgiew, erkläre später:

„Ein Eingreifen war nicht möglich, da die Maßnahmen plötzlich und für alle überraschend ergriffen wurden. Als die bulgarische Bevölkerung davon erfuhr, war es bereits zu spät. Die Sonderzüge trafen bereits in Lom ein. Der politische Einfluss des bulgarischen Volkes hatte die neu befreiten Gebiete noch nicht erreicht... die Deportation wurde von deutschen Agenten durchgeführt.“

Als auch 6000 bis 8500 bulgarische Juden aus Alt-Bulgarien, wie im Abkommen vorgesehen, deportiert werden sollten, widersetzte sich die bulgarische Öffentlichkeit. Nach Aufdeckung des Plans durch Dimitar Peschew setzten sich das Königshaus, die bulgarische Regierung, der Heilige Synod der bulgarisch-orthodoxen Kirche sowie die Bevölkerung zum größten Teil erfolgreich der Verfolgung und der Deportation entgegen. So wurde der Großrabbiner von Sofia vom bulgarischen Patriarchen Stefan I. versteckt. Stefan I. setzte sich sogar öffentlich gegen die Verfolgung ein. Dadurch wurden die 48.000 Juden des alt-bulgarischen Territoriums vor dem Holocaust bewahrt. Die bulgarischen Juden blieben somit nach Protesten aus Bevölkerung und dem bulgarischen Parlament verschont (→ Rettung der bulgarischen Juden). Später war die bulgarische Führung angesichts der Kriegswende immer weniger bereit, sich durch die Auslieferung der bulgarischen Juden international zu diskreditieren. So konnten die Juden des bulgarischen Kernlandes überleben. Die antisemitischen Gesetze wurden am 30. August 1944 aufgehoben.
Bulgarien weigerte sich auch, Truppen an die Ostfront zu entsenden. Die einheimischen Faschisten (Ratnizi) verloren nach dem Sturz von Ministerpräsident Petar Dimitrow Gabrowski rasch an Bedeutung. Nach dem Tod von Zar Boris III. am 28. September 1943 bestieg sein minderjähriger Sohn Simeon II. den Thron. Er wurde von einem Regentschaftsrat unter Prinz Kyril gegenüber der Regierung unter Ministerpräsident Dobri Boschilow vertreten. Dieser trat am 1. Juni 1944 zurück. Sein Nachfolger wurde Iwan Bagrjanow, der versuchte, in Verhandlungen mit den Westalliierten einzutreten. Bagrjanow kündigte am 27. August 1944 die Mitgliedschaft Bulgariens im Dreimächtepakt auf und wies die bulgarischen Truppen an, sich aus Jugoslawien zurückzuziehen. Die Wehrmachtführung reagierte sofort mit Gegenmaßnahmen, etwa zur Sicherung strategisch wichtiger Bahnstrecken.

#### Sowjetische Okkupation und Seitenwechsel am Ende des Zweiten Weltkrieges
Am 2. September 1944 wurde Konstantin Murawiew vom Regentschaftsrat zum Ministerpräsidenten ernannt. Die Ablösung Bagrjanows sendete ein Signal an die Alliierten, die Bulgariens vorherige Annäherungsversuche zurückgewiesen hatten. Am 5. September 1944 ratifizierte der Rat ein Gesetz, das die Diskriminierung der Juden wieder aufhob. Die Sowjetunion erklärte am selben Tag Bulgarien den Krieg, während sich Bulgarien trotz des Bündnisses mit Deutschland nicht am Krieg gegen die Sowjetunion beteiligte oder auch nur den Kriegszustand feststellte.
Murawiew brach daraufhin am 6. September die diplomatischen Beziehungen zum Deutschen Reich ab. Am folgenden Tag wurden alle Juden amnestiert, die auf Grundlage der antisemitischen Gesetze vom Januar 1941 verfolgt worden waren. Am 8. September wurde Murawiew gestürzt. Ein Bündnis aus Offizieren, Kommunisten, sozial- und radikaldemokratischen Politikern und Vertretern des linken Flügels des Bauernbundes übernahm die Regierung und erklärte noch am Tag des Umsturzes Deutschland den Krieg. Zeitgleich drang die Rote Armee in Bulgarien ein und besetzte das ganze Land.
Am 8. und 9. September wurde Bulgarien von der sowjetischen Schwarzmeerflotte besetzt. Die Zahl der sowjetischen Truppen im Land betrug während des Krieges etwa 300.000 bis 350.000 und sank nach August 1945 auf 92.000, die bis Ende 1947 in etwa auf diesem Stand blieben, als die sowjetische Besatzung gemäß dem Pariser Vertrag beendet werden sollte.

## Volksrepublik Bulgarien

### Kommunistische Machtergreifung
Murawiews anglo-amerikanische Sympathien wurden nicht nur von der kommunistischen Bewegung kritisiert. Eine in den von Deutschland kontrollierten Gebieten gebildete Regierung im Exil trat für Bündnistreue gegenüber dem Deutschen Reich ein. Sie wurde von Alexander Zankow geführt. Mit der sowjetischen Besetzung wurden zwischen dem 9. und 12. September 1944 mehrere hundert führende Persönlichkeiten von Kommunisten gefangen genommen oder ermordet. Einige von ihnen wurden nach Moskau überführt und dort verhört. Diese Tage gingen in die bulgarische Geschichte als Die Tage des roten Terrors ein. Am 15. September hielt die Rote Armee in Sofia eine Militärparade ab. In dieser Zeit wurde das bulgarische Staatsarchiv für die Jahre 1918–1944 in die Sowjetunion transportiert. Ein kleiner Teil davon wurde in den 1950er-Jahren zurückgegeben, der größere Teil befindet sich noch in russischem Besitz und ist nicht zugänglich.
Seit der Besetzung durch die Sowjetarmee war Bulgarien unter sowjetischem Einfluss und wurde als Satellitenstaat zu einem Teil des Ostblocks gemacht. Die von Kommunisten dominierte Vaterländische Front aus Kommunisten (Bulgarische Kommunistische Partei, BKP), Sozialdemokraten und zwei weiteren Gruppierungen übernahm im Zuge der sowjetischen Besatzung die Macht. Die tatsächliche Macht lag – zumindest bis zum Abschluss des Friedensvertrages 1947 – bei der Alliierten Kontrollkommission (AKK), dessen Vorsitzende formal Marschall Fjodor Tolbuchin, dem Kommandeur der 3. Ukrainischen Front, war. Da letzterer sich nur sporadisch in Bulgarien aufhielt, wurde die Kommission faktisch vom sowjetischen General Sergei Birjusow geleitet. Auch wenn die Einmischung der Sowjetarmee nicht direkt sichtbar war, sprach sie das letzte Machtwort. So griff Birjusow beispielsweise ein, als die Frage nach dem Verhalten der Vertreter der Bulgarischen Agrarischen Volksunion (BZNS, bulgarisch: Българският земеделски народен съюз (БЗНС), Balgarski Zemedelski Naroden Sajuz) in der Regierung der Vaterländischen Front aufkam und die Kommunisten versuchten, deren Vorsitzender G. M. Dimitrov (nicht zu verwechseln mit Georgi Dimitrow) abzusetzen. In seinen Memoiren schreibt Dimitrov, dass ihm Birjusow bei einem Verzicht der Absetzung droht, diese gemäß einem der Artikel des Waffenstillstandsabkommens vom 28. Oktober 1944 aufzulösen. Darin heißt es, dass die Alliierten Kontrollkommission das Recht hat, faschistische oder pro-faschistische Organisationen im Lande aufzulösen.
Am 1. Februar 1945 wurden durch kommunistische Volksgerichte große Teile der politischen, militärischen und intellektuellen Elite des Landes, welche die Tage des roten Terrors im Jahre 1944 überlebt haben, zum Tode verurteilt. Darunter waren 67 Parlamentsabgeordnete, alle Mitglieder der Regierungen zwischen 1941 und 3. September 1944 samt Ministerpräsidenten, die Regenten des Zaren (Kyril, Bogdan Filow und Nikola Michow), neun Staats- und Regierungssekretäre, die Verleger der großen Zeitungen und Zeitschriften, Intellektuelle, 47 Generäle und Offiziere. Bereits im Dezember 1944 und Januar 1945 ordnete der stellvertretende Abteilungsleiter der Abteilung Internationale Information beim Zentralkomitee der KPdSU, Georgi Dimitrow, aus Moskau eine Null-Toleranz-Politik an und verlangte, dass es keine Freisprüche geben dürfe. Die Todesurteile wurden in der Nacht zum 2. Februar vollstreckt. Das Volksgericht verurteilte insgesamt 2730 Menschen zum Tode und 1305 zu lebenslanger Haft. Über 28.000 Menschen verschwanden spurlos.
Anfang 1945 wurde der Vorsitzende der BZNS G. M. Dimitrov zur Emigration gezwungen und in Abwesenheit ebenfalls zum Tode verurteilt worden. Dessen Nachfolger Nikola Petkow wurde 1947 in einem Schauprozess zum Tode verurteilt und anschließend ermordet. Anders als viele Zeitgenossen entging Konstantin Murawiew jedoch einer Verurteilung zum Tode. Er wurde zu lebenslanger Haft verurteilt und blieb bis 1955 im Gefängnis.
Im November 1945 kehrte der Vorsitzende der bulgarischen Kommunisten Georgi Dimitrow aus dem sowjetischen Exil nach Bulgarien zurück. Am 18. November 1945 wurde die Machtübernahme durch den Kommunisten formell durch die „Wahl“ des Parlamentes (der „Volksversammlung“) legitimiert. Zur Wahl stand lediglich die Vaterländische Front; sie erhielt 88,2 % der Stimmen. Demokratische Parteien waren nicht zugelassen. Bei einer Wahlbeteiligung von 85,6 % stimmten 11,8 % der Wahlberechtigten gegen die Einheitsliste. Oppositionsparteien waren zur Wahl nicht zugelassen. Das Frauenwahlrecht war 1945 erst eingeführt worden.
Am 8. September 1946 fand eine von oppositionellen Parteien boykottierte Volksabstimmung zur Abschaffung der Monarchie statt. Laut den offiziellen Ergebnissen sprachen sich, bei einer Wahlbeteiligung von 91,6 %, 95,6 % gegen die Monarchie aus. Unter Leitung Georgi Dimitrows wurde das Land am 15. September 1946 zu einer Volksrepublik erklärt. Am 27. Oktober 1946 fand die Wahl zur Verfassunggebenden Versammlung statt. Die Bulgarische Kommunistische Partei erhielt (angeblich oder tatsächlich) 53,5 % der Stimmen und 278 der 465 Sitze bei 92,6 % Wahlbeteiligung. Am 23. November 1946 entließ der amtierende Präsident Wassil Kolarow den Ministerpräsidenten Kimon Georgiew und ernannte Georgi Dimitrow zu seinem Nachfolger.

### Ausrufung der Volksrepublik
Am 4. Dezember 1947 wurde die Verfassung der Volksrepublik Bulgarien erlassen, die die Verfassung von Tarnowo ersetzte. Darin wurde in Artikel 12 die Planwirtschaft (Der Staat lenkt die staatliche, genossenschaftliche und private Wirtschaftstätigkeit durch den staatlichen Volkswirtschaftsplan.) als Wirtschaftsprinzip oktroyiert. Wie in den anderen Ostblockländern erfolgte auch in Bulgarien eine Landreform. Beginnend im Jahr 1944 wurden alle landwirtschaftlichen Betriebe mit einer Fläche von mehr als 20 Hektar enteignet. 1947 wurde die Bulgarische Wertpapierbörse geschlossen.
Die Bulgarische Kommunistische Partei war die führende Partei des Landes. Diese Rolle wurde in der Verfassung der Volksrepublik Bulgarien vom 18. Mai 1971 deutlich betont. Alle staatlichen Aktivitäten standen unter der Kontrolle der Partei. Bulgarien war jedoch (wie die DDR) keine Ein-Parteien-Diktatur. Neben der BKP bestand eine Blockpartei, die BZNS. Im Parlament hatte die BZNS 100 von 400 Sitzen, stand aber ebenfalls unter der Kontrolle der BKP.

### Ära Schiwkow
1955 wurde Bulgarien Mitglied der Uno. Im selben Jahr trat Bulgarien als Gründungsmitglied dem Warschauer Pakt bei. Todor Schiwkow wurde am 4. März 1954 Generalsekretär der KP; bis November 1989 blieb er der politische Führer Bulgariens.
Im April 1965 versuchten abtrünnige Armeeoffiziere und Parteimitglieder einen Staatsstreich. Ein solcher Vorfall war in einem kommunistischen Land bis dahin einmalig. Schiwkow überstand diesen Putschversuch. Seine Politik der äußersten Härte gegen die politische Opposition im Land und gegen – vermeintliche oder tatsächliche – innerparteiliche Gegner setzte er bis 1989 fort.
Er sprach sich 1968 für eine militärische Niederschlagung des Prager Frühlings aus. In der Nacht zum 21. August 1968 besetzten bulgarische Truppen gemeinsam mit Truppen der Sowjetunion, Polens und Ungarns die ČSSR und schlugen die Demokratiebewegung nieder.
Gegen die kommunistische Diktatur richtete sich der Protest einer kleinen Zahl von Dissidenten. Eine relevante politische Wirkung konnten sie jedoch nicht erzielen. Die Kontrolle des bulgarischen Geheimdienstes Darschawna Sigurnost war wirkungsvoll. Einige Dissidenten flohen in den Westen. Weltweit bekannt wurde 1978 die Ermordung von Georgi Markow mit einem vergifteten Regenschirm in London, für die der bulgarische Geheimdienst verantwortlich gemacht wurde. Eine Einhaltung der Menschenrechte war zu keinem Zeitpunkt gewährleistet. Auch nachdem Bulgarien 1975 der KSZE beitrat, änderte sich die Menschenrechtssituation nicht.
Ab Anfang der 1980er-Jahre verstärkten sich die Repressionen gegen die muslimische und die türkische Minderheit Bulgariens. Dagegen setzte sich die Türkische Nationale Befreiungsbewegung in Bulgarien zur Wehr. 1986 zwangen bulgarische Behörden die türkische Minderheit zur Annahme slawischer Namen und verboten den Schulunterricht in türkischer Sprache. Rund 380.000 ethnische Türken wurden mit drastischen Maßnahmen zur Auswanderung in die Türkei gezwungen oder in Arbeitslager wie Belene verschleppt. Dies wurde bis etwa 1990 praktiziert. Dabei starben nach offiziellen Angaben etwa 400 Menschen durch Folter und Massaker. Bis heute ist dieses Kapitel in der bulgarischen Gesellschaft nicht aufgearbeitet. Die Archive der ehemaligen Staatssicherheit waren nur kurzzeitig geöffnet, sodass nur Tausend Einsicht nehmen konnten, obwohl deren Öffnung im Assoziierungsvertrag mit der EU gefordert bzw. zugesagt wurde. Die Regierung des ehemaligen Königs Simeon Sakskoburggotski hob 2001 das Gesetz zur Öffnung der Archive, das von der Vorgängerregierung verabschiedet worden war, wieder auf. Gegen die Öffnung setzen sich vor allem Kreise in der Nachfolgepartei der Kommunisten, der Bulgarischen Sozialistischen Partei (BSP), ein.

## Republik Bulgarien

### Demokratisierung
In den Jahren nach dem Sturz des kommunistischen Staatschefs Todor Schiwkow am 10. November 1989 lösten sich verschiedene Regierungen relativ schnell ab.
Am 15. Januar 1990 strich die Bulgarische Kommunistische Partei ihren Führungsanspruch aus der Verfassung. Das Ende der sozialistischen Ära wurde 1990 durch freie Wahlen eingeleitet. Am 10. und 17. Juni 1990 fand eine verfassungsgebende Volksversammlung statt; am 2. Juli 1991 trat die Verfassung von Bulgarien in Kraft. Politische und wirtschaftliche Reformen wurden vorangetrieben. Bulgarien trat 1992 dem Europarat bei.
Die Ende 1994 gewählte BSP-Regierung (Nachfolgerpartei der kommunistischen Partei) von Schan Widenow reichte am 14. Dezember 1995 den Beitrittsantrag zur Europäischen Union ein. Sie konnte sich bis Anfang 1997 halten und führte mit ihrer Wirtschaftspolitik Bulgarien in eine schwere Wirtschaftskrise. Als die BSP Ende 1996 mit dem IWF eine Fixierung der bulgarischen Währung Lew verhandelte, mobilisierte die konservative demokratische SDS die Massen mit der These, die BSP könne diese Währungsreform nicht bewältigen. Damit erreichte sie Anfang 1997 die Auflösung des Parlaments und den Verzicht der Sozialisten auf eine Interimsregierung.
Drei Monate lang regierte die SDS durch den damaligen Oberbürgermeister von Sofia, Stefan Sofijanski, zunächst interimsmäßig mit Hilfe von Dekreten, und handelte in dieser Zeit die Modalitäten für eine neue Finanzpolitik aus, die die Situation im Land danach wesentlich bestimmte. Nach dem Sieg der SDS bei der Parlamentswahl am 19. April 1997, bei der die SDS 52,3 % der Stimmen und 137 der 240 Parlamentsmandate erhielt, wurde Iwan Kostow am 21. Mai 1997 als Nachfolger von Stefan Sofijanski Ministerpräsident. Die EU-Integration wurde während seiner Regierungszeit wesentlich beschleunigt. Die Regierung kooperierte umfänglich mit internationalen Institutionen und senkte die Inflation; lange verzögerte Wirtschaftsreformen wie die Anpassung der Gesetze an die Marktwirtschaft und die Privatisierung von Staatsbetrieben wurden umgesetzt. Während seiner Amtszeit wurde zur Bekämpfung der Inflation ein Währungsrat eingesetzt und der Lew an die D-Mark gebunden (1999 an den Euro). Während sich die Stellung Bulgariens in der Weltwirtschaft unter der konservativen Regierung verbesserte, verschlechterte sich die soziale Lage der Bevölkerung.
Von 2001 bis 2005 war Simeon Sakskoburggotski bulgarischer Ministerpräsident, der 1946 als Zar Simeon II. abgesetzt worden war. Damit ist er der bisher einzige Monarch der Weltgeschichte, der abgesetzt und später demokratisch gewählt wurde.

### Beitritt zur NATO und EU

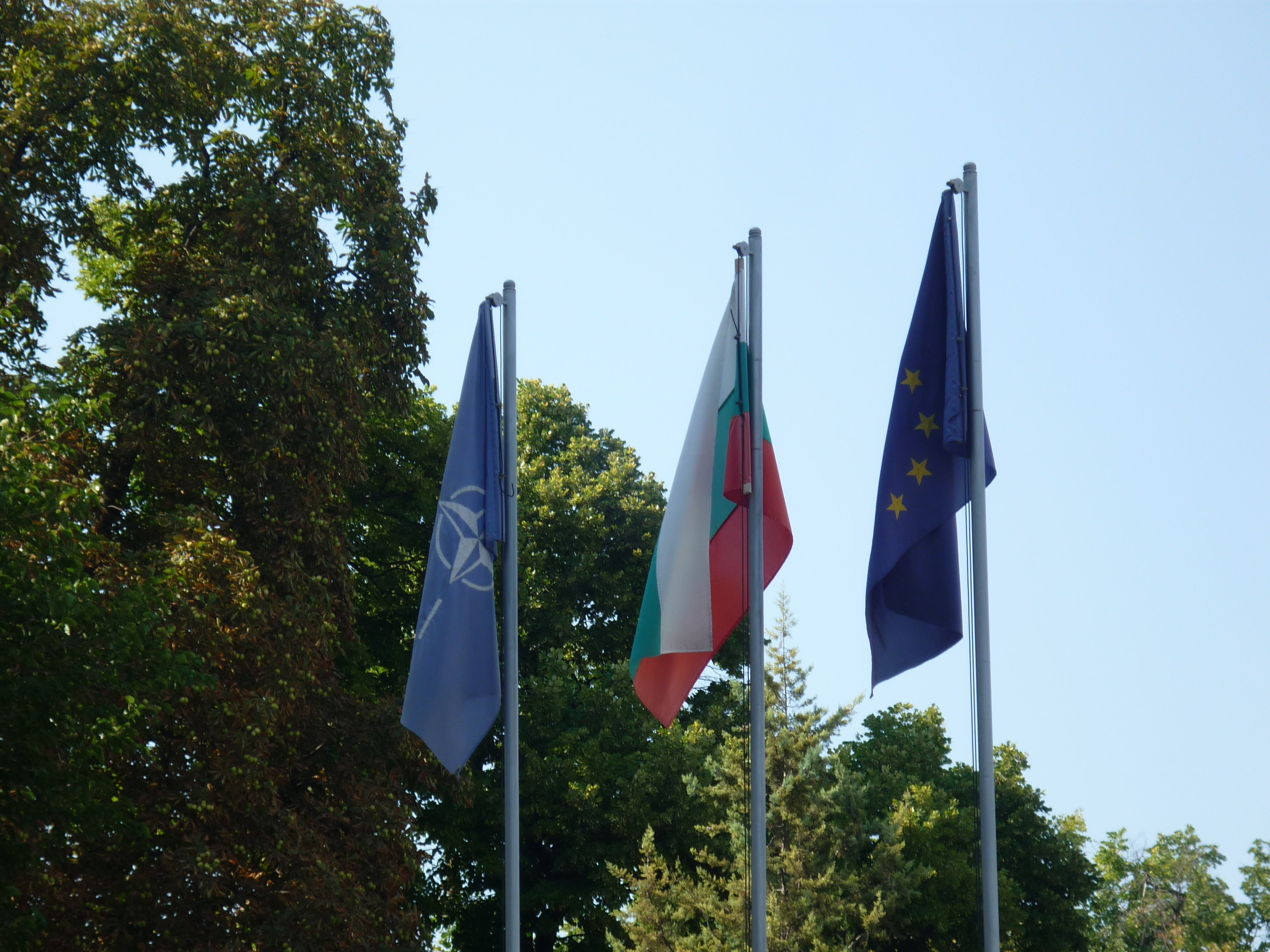
Flaggen von NATO, Bulgarien und der Europäischen Union, vor dem Gebäude des Militärvereins Plowdiw

Auf dem NATO-Gipfel in Prag wurden am 22. November 2002 sieben osteuropäische Staaten, darunter Bulgarien, zu Aufnahmegesprächen eingeladen. Am 26. März 2003 wurden die Beitrittsprotokolle unterzeichnet, und am 29. März 2004 wurden Bulgarien und die anderen sechs Länder in die NATO aufgenommen.
Nach dem Beitrittsantrag 1995 wurde ein Assoziationsabkommen (Europaabkommen) mit der Europäischen Union (EU) unterzeichnet und weitgehend implementiert. Nachdem der Europäische Rat bei seiner Sitzung am 10. und 11. Dezember 1999 in Helsinki die Aufnahme von Beitrittsverhandlungen beschloss, begannen diese im Februar 2000 und fanden ihren erfolgreichen Abschluss im Dezember 2004. Als weiterer Schritt billigte am 13. April 2005 das Europäische Parlament den Beitritt zur Europäischen Union mit 522 von 660 Stimmen, und am 25. April 2005 wurde der Beitrittsvertrag in Luxemburg unterzeichnet. Seit dem 1. Januar 2007 ist Bulgarien somit Mitglied der EU (ebenso Rumänien; aus der EU-25 wurde an diesem Tag die EU-27). Bereits zum 1. Mai 2004 hatte die EU zehn osteuropäische Staaten aufgenommen (EU-Erweiterung 2004).
Im Oktober 2006 – kurz vor dem Beitritt zur Europäischen Union – fand eine Präsidentschaftswahl statt. Damit verknüpfte Staatspräsident Georgi Parwanow die Wahl mit der Regierungspolitik, obwohl dem Präsidenten nur eine repräsentative Rolle zukommt. Zwar stellte keiner der Kandidaten den EU-Beitritt in Frage, aber es zeichnete sich der Vorsitzende und Kandidat der „Ataka“, Wolen Siderow, durch die Ablehnung der NATO und die Forderung nach mehr Bürgerentscheiden aus und belegte den zweiten Platz. Parwanow erreichte fast 2/3 der abgegebenen Stimmen, wegen des strengen Wahlrechts musste er gleichwohl zur Stichwahl antreten. Erforderlich ist bei der Wahl des Staatsoberhaupts eine Mindestbeteiligung von 50 % der Wahlberechtigten, die nicht erreicht wurde. In der Stichwahl stellten sich alle Regierungs- und Oppositionsparteien mit Ausnahme von Ataka hinter Parwanow; dies trug zur Niederlage Siderows bei. Unter den zwei stärksten Kandidaten wurde Parwanow ohne Beteiligungs-Quorum mit 73,4 % der Stimmen bestätigt.
Am 11. Januar 2012 verabschiedete das bulgarische Parlament auf Vorschlag des Vorsitzenden der Blauen Koalition Iwan Kostow einstimmig eine Erklärung gegen die Assimilationspolitik des einstigen totalitären Regimes gegenüber der muslimischen Minderheit. Damit erkannte der bulgarische Staat die Verbrechen gegen die bulgarischen Türken und Muslime während der kommunistischen Ära an.
Seit April 2024 wurden die regulären Grenzkontrollen im Flug- und Schiffsverkehr zu Rumänien und Griechenland beendet. Ab dem 1. Januar 2025 wurden auch die Kontrollen an den Landgrenzen zu den beiden Ländern aufgehoben und Bulgarien wurde gemeinsam mit Rumänien vollständiges Mitglied im Schengen-Raum.
Die Bulgarische Regierung strebte zunächst die Einführung des Euro anstelle des Lews zum 1. Januar 2009 ein. Die Planungen für den Währungswechsel wurden über die Jahre regelmäßig wieder verschoben, so auch das letzte Ziel, der Jahresbeginn 2025. Am 8. Juli 2025 verabschiedeten die Finanzminister der EU-Staaten nach den Empfehlungen der Europäischen Kommission, der Europäischen Zentralbank, den EU-Finanzministern, dem Europäischen Parlament und dem Europäischen Rat die Rechtsakte, womit Bulgarien zum 1. Januar 2026 in den Euroraum aufgenommen wird.